# Defesa antiaérea do Brasil

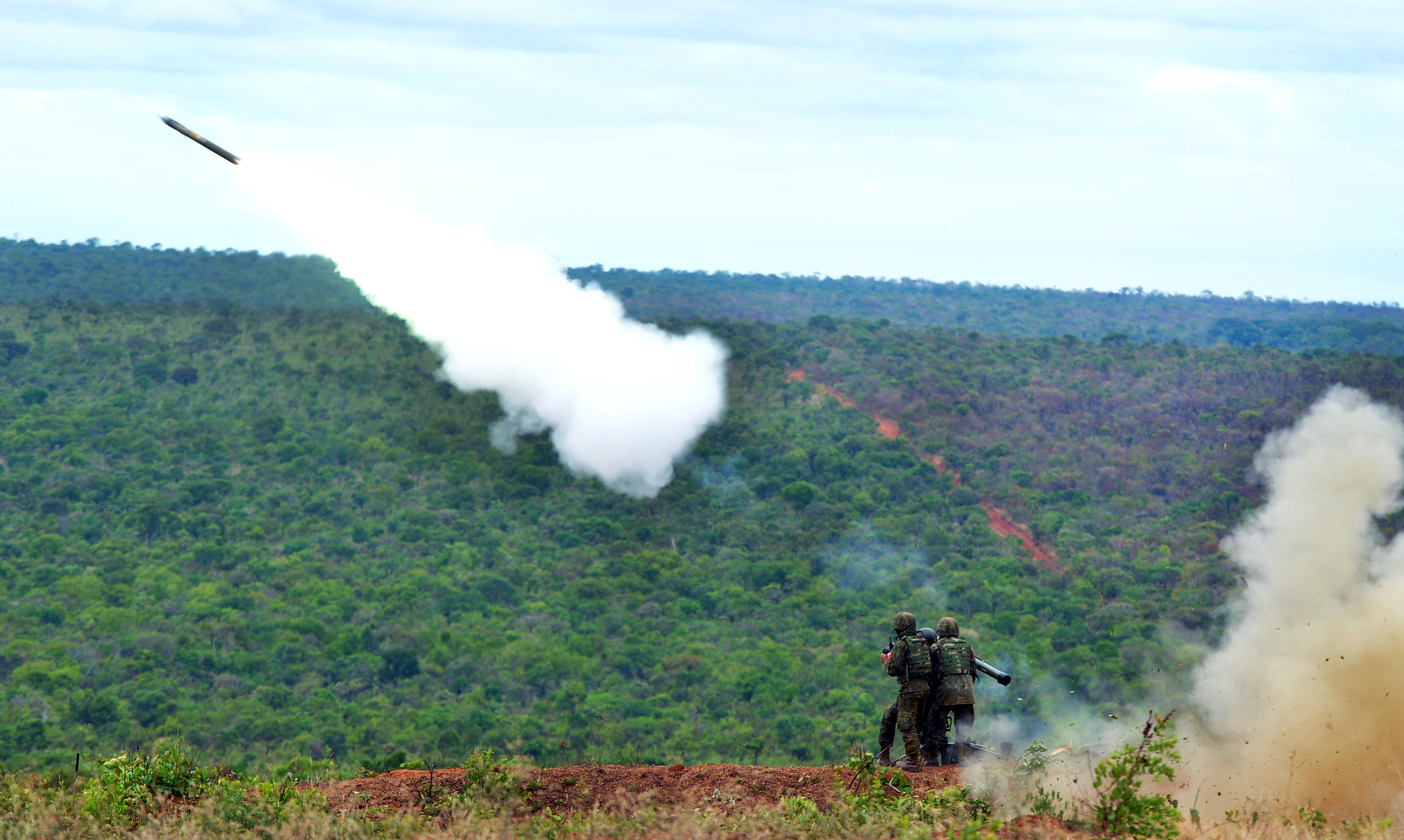
Disparo de míssil superfície-ar Mistral pelo Corpo de Fuzileiros Navais

A defesa antiaérea do Brasil é realizada pelas três Forças Armadas e coordenada pelo Comando de Operações Aeroespaciais (COMAE) como parte do Sistema de Defesa Aeroespacial Brasileiro (SISDABRA). O Exército Brasileiro possui Baterias de Artilharia Antiaérea, subordinadas às brigadas, e um Comando de Defesa Antiaérea, comandando Grupos de Artilharia Antiaérea para a defesa de pontos estratégicos. A Força Aérea Brasileira possui na Infantaria da Aeronáutica os Grupos de Defesa Antiaérea nas suas bases aéreas. A Marinha do Brasil tem armamentos antiaéreos nos seus navios e um Batalhão de Combate Aéreo dentro do Corpo de Fuzileiros Navais.
Metralhadoras e canhões antiaéreos estrearam em combate no Brasil nos conflitos internos dos anos 1930. O Exército criou a precursora da atual Escola de Artilharia de Costa e Antiaérea (EsACosAAé) e estruturou diversas unidades nos anos seguintes da Segunda Guerra Mundial, ao mesmo tempo que as autoridades civis organizaram uma defesa antiaérea passiva, precursora da atual Defesa Civil. O avião a jato tornou obsoletos os canhões usados até então pelo Exército. Novos canhões e radares foram adquiridos nos anos 1970 e 1980, mas eles eram de baixa altitude (inferior a 3 000 metros) e alcance de engajamento. Essa faixa de emprego é útil contra helicópteros, drones táticos e aviões voando baixo para evitar a detecção por radar, mas a guerra aérea moderna, marcada pela corrida tecnológica entre as ameaças aéreas e defesas antiaéreas, exige combater na faixa de média altura (até 15 000 metros).
A era do míssil superfície-ar começou no país pela Marinha, em 1966, com mísseis de defesa de ponto nos seus navios. A criação do SISDABRA, em 1980, alinhou a defesa antiaérea às aeronaves de interceptação e os radares e meios de comunicação, comando e controle dos Centros Integrados de Defesa Aérea e Controle de Tráfego Aéreo (CINDACTA), que precisam agir de forma coordenada e imediata contra uma ameaça aérea. As três Forças Armadas passaram a usar mísseis portáteis (MANPADS) nos anos 1990.
Com a justificativa de proteger os grandes eventos como a Copa do Mundo de 2014 de ataques terroristas, nos anos 2010 o Exército adquiriu MANPADS modernos, Centros de Operações Antiaéreas (COAAe) eletrônicos, o radar Saber e os blindados Gepard. Entretanto, analistas na imprensa e publicações militares já fizeram diversas avaliações pessimistas. O Brasil seria incapaz de estruturar uma “defesa em camadas”, e a ausência de uma defesa antiaérea de média altura é uma lacuna séria. Na Marinha, as forças-tarefa navais têm apenas defesas de ponto e de área curta. O Ministério da Defesa tem um programa para adquirir baterias antiaéreas de média altura para as três Forças Armadas.

## Base teórica

### Finalidades

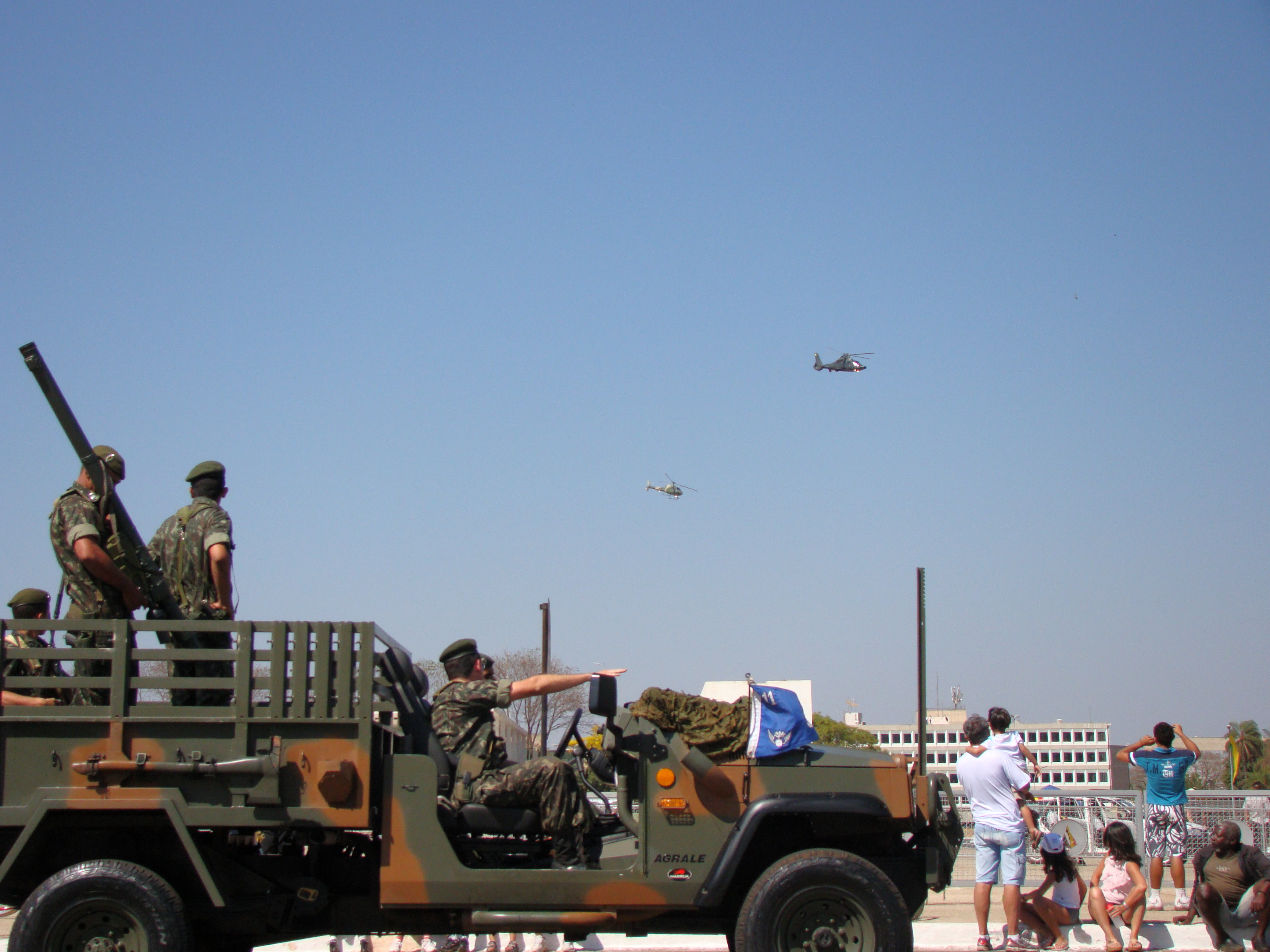
A artilharia antiaérea do Exército, em primeiro plano, e helicópteros militares no céu

Todas as três Forças Armadas participam da defesa antiaérea. Ela é o componente de superfície da defesa aeroespacial; o componente aéreo é a defesa aérea. A defesa aeroespacial é a anulação ou enfraquecimento das ameaças aeroespaciais, impedindo o uso ofensivo do espaço aéreo por um inimigo estatal ou não-estatal. Ela é a forma de garantir a soberania no espaço aéreo nacional.
Conforme a Estratégia Nacional de Defesa, a defesa antiaérea objetiva “dissuadir a concentração de forças hostis nas fronteiras terrestres e nos limites das águas jurisdicionais brasileiras, e impedir-lhes o uso do espaço aéreo nacional”. A defesa antiaérea é, portanto, um fator de dissuasão na defesa nacional. Se ela falhar, permitindo a violação do espaço aéreo, a defesa do país perde credibilidade. Mesmo quando uma força aérea moderna é difícil de obter, ainda é possível impor riscos significativos a um invasor através do investimento na defesa antiaérea, como fazem o Irã e Coreia do Norte.
No caso de uma guerra, as primeiras hostilidades provavelmente serão no espaço aéreo, incluindo a supressão das defesas antiaéreas inimigas [en] (SEAD, em inglês). Ambos os lados procurarão a superioridade aérea, e o resultado dessa batalha define a capacidade de comando e controle, liberdade de manobra e eficiência logística das forças de superfície. Os adversários podem usar o espaço aéreo para o reconhecimento, bombardeio, ataque ao solo, guerra eletrônica e transporte, empregando aviões tripulados, helicópteros, mísseis e sistemas de aeronaves remotamente pilotadas (SARPs, ou drones). Esses vetores são as ameaças aéreas. A defesa antiaérea defenderá as forças terrestres ou navais contra ataques aéreos.
A corrida tecnológica entre ameaças aéreas e defesas antiaéreas é acirrada nas décadas de 1970 a 2000. A ameaça aérea moderna pode usar a tecnologia furtiva, os voos em baixa altitude e a guerra eletrônica para surpreender os meios de detecção, combinar ataques simultâneos para saturar o sistema de defesa aeroespacial, voar à noite e em qualquer condição climática e atacar com munições stand-off [en], cujo alcance excede o alcance de emprego da artilharia antiaérea, e mísseis balísticos e de cruzeiro.
A observação da Guerra das Malvinas, em 1982, convenceu o Exército e Marinha brasileiros da importância da defesa aeroespacial, especialmente a Marinha, pois a guerra expôs a vulnerabilidade dos navios às munições de precisão. A Doutrina Delta, adotada pelo Exército na década seguinte, reconhecia a terceira dimensão do campo de batalha. Nessa linha de raciocínio, uma força terrestre sem uma defesa antiaérea suficiente tem um flanco exposto, pois nem sempre a força aérea poderá protegê-la.
Na invasão russa da Ucrânia (2022), a defesa antiaérea de ambos os lados é uma grande ameaça às aeronaves, limitando-as a lançar munições de grande distância, fora do alcance das defesas, e impedindo o apoio aéreo aproximado. Por outro lado, nesse conflito e na Guerra no Alto Carabaque (2020) o campo de batalha foi transformado pelo uso intensivo de drones táticos, que por seu baixo custo e dificuldades de detecção e abate, são desafiadores à defesa antiaérea. A Escola de Artilharia de Costa e Antiaérea (EsACosAAé) do Exército publica um boletim acompanhando a defesa antiaérea na guerra na Ucrânia.
Numa guerra assimétrica, até aeronaves roubadas, ultraleves, parapentes, paraquedas e foguetes caseiros podem ser ameaças aéreas. A origem da ameaça não é necessariamente um Estado, e ela pode aparecer numa situação de não-guerra, na forma de um ataque terrorista. A defesa aérea brasileira pode também abater aviões de narcotraficantes, mas essa missão cabe exclusivamente à aviação. Não consta na doutrina que a artilharia antiaérea seja empregada nesse caso.

### Subsistemas

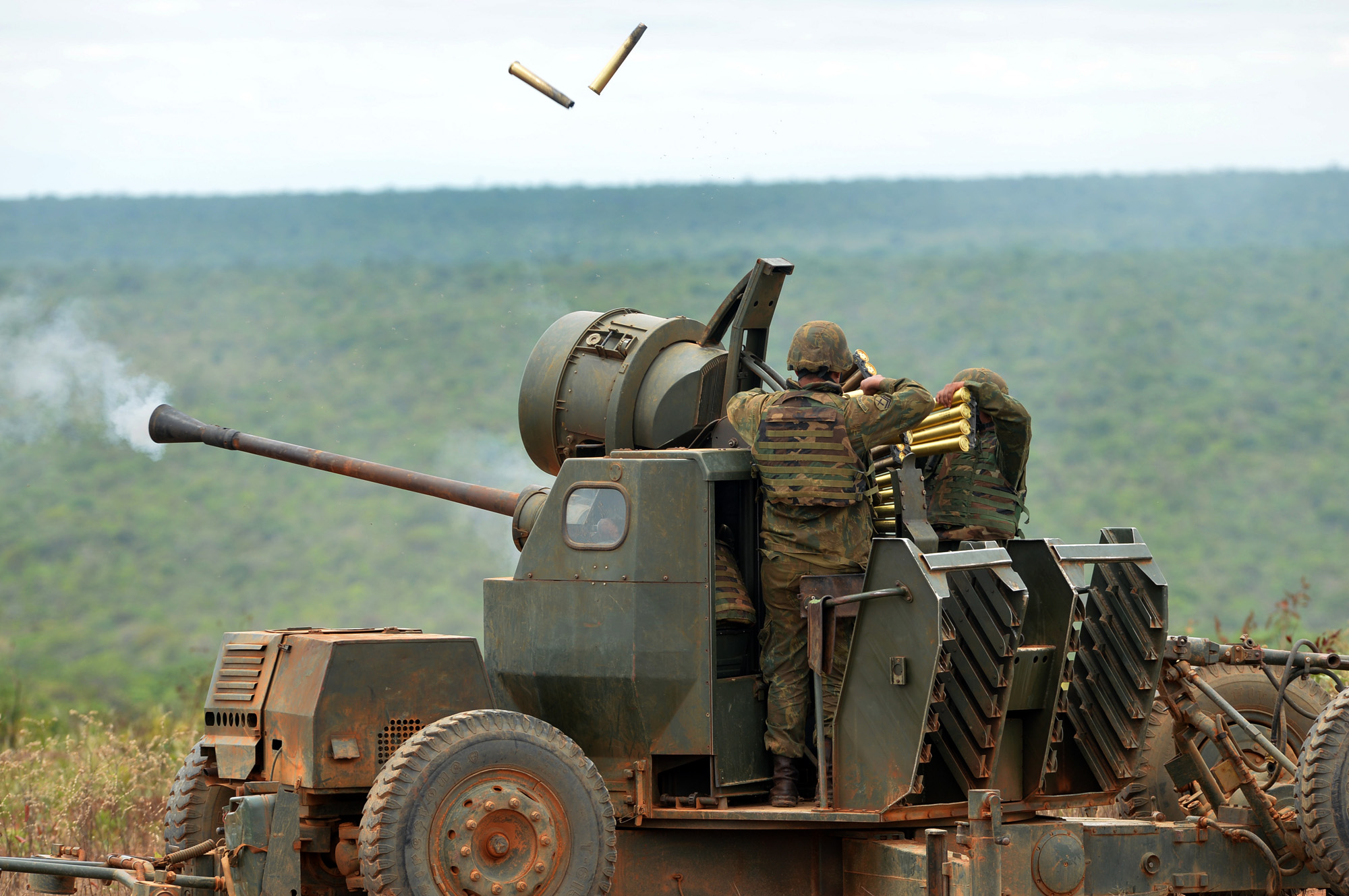
Artilharia antiaérea de tubo (Bofors 40 mm/70) do Corpo de Fuzileiros Navais

A defesa antiaérea é um “sistema de sistemas”, cujos armamentos dependem da coleta, tratamento e comunicação de dados e tomadas de decisão. A falha de um dos componentes compromete todo o sistema. Os quatro subsistemas, na definição do Exército e da Força Aérea, são o controle e alerta, armas, apoio logístico e comunicações.
O subsistema de apoio logístico realiza a manutenção e provê munições, lubrificantes e equipamentos; a demanda por esses serviços é alta devido à sofisticação das tecnologias antiaéreas. O subsistema de comunicações, à base de transmissões criptografadas via rádio, é um dos principais alvos potenciais do inimigo, especialmente pela guerra eletrônica.
O subsistema de controle e alerta é composto de sensores, postos de vigilância e um Centro de Operações Antiaéreas (COAAe), que aciona e coordena as armas daquele escalão da defesa antiaérea e mantém contato com a Força Aérea, a força apoiada e os demais escalões da defesa antiaérea. Suas dimensões e efetivo variam conforme o escalão. Numa bateria de artilharia antiaérea do Exército, por exemplo, há um COAAe para a bateria e outros quatro para as seções. Nas brigadas blindadas, o COAAe é instalado num blindado M-113; nas mecanizadas e motorizadas, é um shelter montado na carroceria de um Agrale Marruá; e para a paraquedista e aeromóvel, planeja-se um COAAe leve. O COAAe pode ser manual ou eletrônico. Em 2022, os sistemas eletrônicos já serviam nas brigadas mecanizadas e motorizadas e eram planejados para as blindadas.

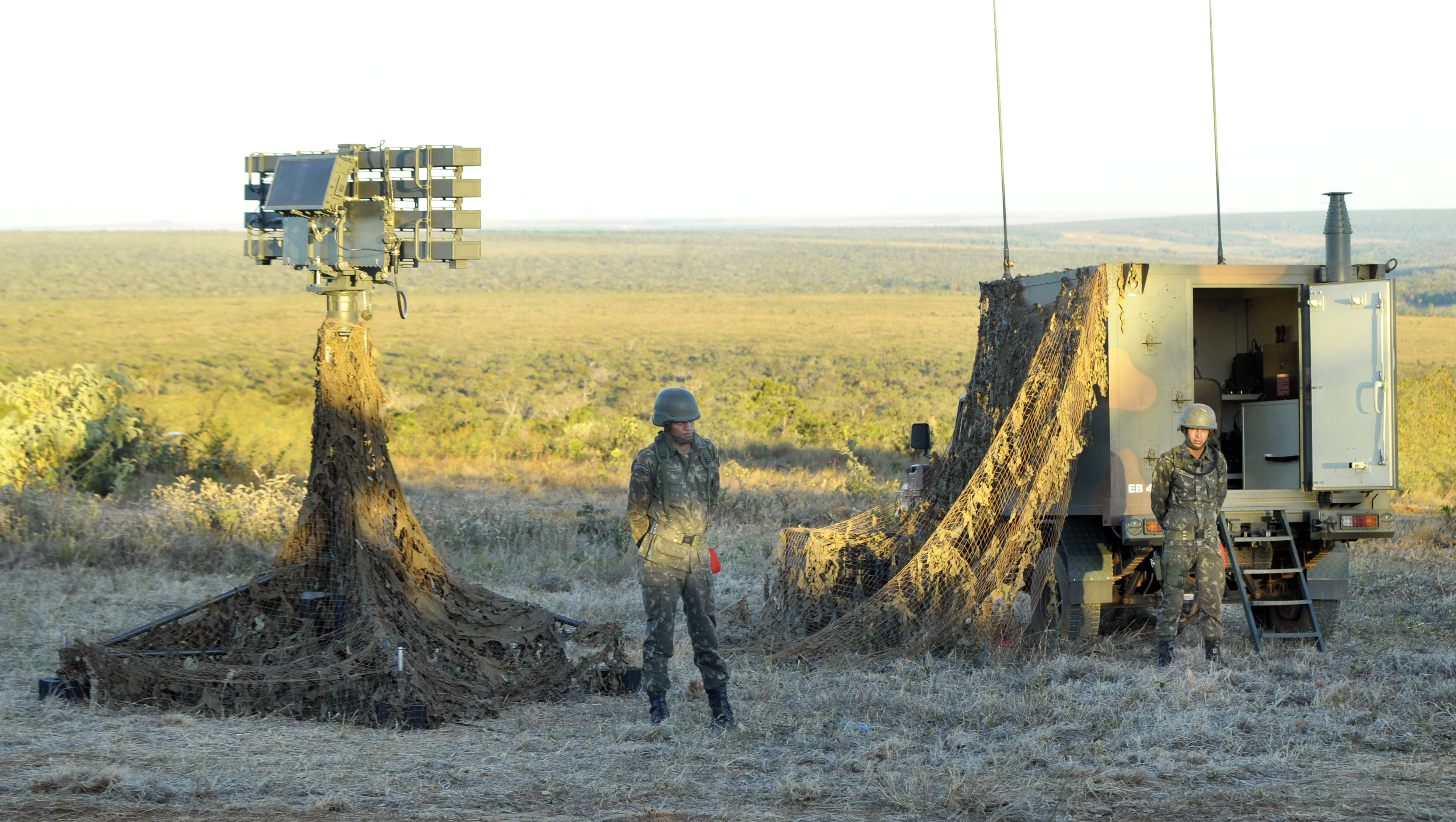
Radar SABER M60 do Exército

Os sensores do subsistema de controle e alerta consistem em radares de vigilância, para alertar com antecedência das incursões no espaço aéreo, radares de busca, para indicar o azimute e altura das aeronaves, e radares de tiro. No mar, a detecção é feita pelos radares dos navios de escolta ou aeronaves de Alerta Aéreo Antecipado (AEW, em inglês).
Os armamentos podem ser classificados pelo tipo em artilharia de tubo (canhões) ou mísseis; pelo transporte, em portáteis, autorrebocados ou autopropulsados; pela faixa de emprego, em baixa (até 3 000 metros), média (3 000 a 15 000 metros) e grande altura (acima de 15 000 metros); e pelo alcance, em muito curto (até 6 000 metros), curto (6 000 a 12 000 metros), médio (12 000 a 40 000 metros) e longo (mais de 40 000 metros). A faixa de grande altura corresponde às aeronaves de reconhecimento estratégico e mísseis balísticos, a média altura às aeronaves de asa fixa e a baixa altura às aeronaves de asa fixa, helicópteros, drones e mísseis de cruzeiro.
Os alcances muito curto e curto correspondem à baixa altura, o alcance médio, à média altura, e o alcance longo, à grande altura. A artilharia de tubo tem alcance e precisão limitadas, e portanto, é associada à defesa de baixa altura. Já os mísseis existem para todas as faixas de emprego.

### Funcionamento
Dependendo do objetivo a ser protegido, a defesa antiaérea pode ser estática ou móvel, embora mesmo na defesa estática, o material antiaéreo desloca-se frequentemente.  A defesa estática, dependendo do número de objetivos, pode ser uma defesa de ponto, realizada por armamentos de baixa altura, ou defesa de área, com armamentos de média e grande altura. A defesa móvel é realizada por armamentos de curto alcance, integrantes da coluna de marcha da tropa apoiada, adotando um dispositivo semelhante à defesa de ponto se a coluna estacionar. Na guerra, ela acompanhará os deslocamentos de tropa, enquanto sistemas menos móveis e de maior alcance ficarão atrás da linha de frente, oferecendo uma defesa de área. Na retaguarda, as instalações, centros logísticos e de comando e controle e infraestruturas críticas recebem defesas estáticas.
Na Marinha, os navios de guerra têm defesas antiaéreas próprias. No caso de uma operação anfíbia, as tropas do Corpo de Fuzileiros Navais podem ser protegidas das ameaças aéreas pela Aviação Naval, as armas antiaéreas dos navios ou seu próprio armamento antiaéreo. No mar, as definições de alcance são diferentes. A Defesa de Área Expandida é realizada a até 120 milhas náuticas da Força-Tarefa (FT) naval por caças; a Defesa de Área Estendida, ou Defesa de Área Externa, em até 60 milhas náuticas por mísseis de longo alcance; a Defesa de Área Curta, ou Defesa de Área Interna, em até 25 milhas náuticas por mísseis de médio alcance; e a Defesa de Ponto, por mísseis de curto alcance e canhões.
O tempo é o fator decisivo na defesa antiaérea, pois “as ações na terceira dimensão do campo de batalha são computadas em segundos”. Portanto, os radares precisam de alcance maior do que as armas para detectar e adquirir os alvos, identificando seu percurso de voo e o momento em que as armas poderão abrir fogo. Quanto mais longe a ameaça aérea puder ser engajada, maior será o tempo de reação. Armamentos de diversos tipos e alcances devem ser sobrepostos, formando uma “defesa em camadas”. Se, por exemplo, o inimigo voar baixo para evitar os mísseis, estará exposto aos canhões. O voo em baixa altitude é uma tática tradicional para evitar a detecção por radares.
A porção do espaço aéreo sobrejacente a uma defesa antiáerea é seu Volume de Responsabilidade (VRDAAe), que pode ser de Sobrevoo Proibido, no qual as aeronaves amigas não poderão sobrevoar, Sobrevoo Restrito, no qual podem sobrevoar se autorizadas, e Sobrevoo Livre. As aeronaves amigas devem obedecer a regras de circulação nesses volumes, nos quais podem ser designados corredores de segurança. A liberdade da defesa antiaérea para abrir fogo é denominada Estado de Ação, que pode ser de fogo livre (contra quaisquer aeronaves não identificadas como amigas), fogo restrito (contra quaisquer aeronaves identificadas como inimigas), fogo interdito e fogo designado. Essas são algumas das Medidas de Coordenação e Controle do Espaço Aéreo (MCCEA), que objetivam diminuir o risco de fogo amigo e evitar a interferência mútua.

## Armamentos e sistemas

### Panorama
Os canhões antiaéreos utilizados no Exército até as reformas militares dos anos 70 eram inadequados para enfrentar aviões a jato, e portanto, obsoletos desde o final da Segunda Guerra Mundial. Os investimentos do Exército nesse período modernizaram a defesa de baixa altura, mas omitiram mísseis de média e grande altura com os quais os novos meios deveriam operar. A Marinha foi a primeira Força Armada brasileira a entrar na “Era do Míssil Antiaéreo”, nos anos 60, muito embora a suposição da época fosse trabalhar debaixo do “guarda-chuva” antiaéreo da Marinha dos Estados Unidos. Um estudo americano do Center for Naval Analyses, em 1996, avaliou a defesa antiaérea como uma fraqueza das marinhas latinoamericanas em geral, incluindo a brasileira.
Ao início do século XXI, a “grave deficiência” dos navios, a ausência de mísseis de maior alcance, seria preocupação do Alto Comando da Marinha, conforme avaliou Alexandre Fontoura, na revista Segurança & Defesa.  Em 2016, Eduardo Pesce, em sua dissertação na Escola de Guerra Naval, constatou que a “Marinha encontra-se particularmente vulnerável, no que diz respeito à capacidade de defesa aeroespacial” e “a “defesa em camadas” das unidades da Esquadra contra ameaças aéreas é inexistente”. O míssil de maior alcance em serviço, o Aspide, permitiria no máximo a defesa de área curta, protegendo, dentro de uma formação, os navios próximos ao lançador. A desativação de escoltas nos anos seguintes pioraria o cenário.
A entrada das Forças Armadas na era dos mísseis portáteis (MANPADS) foi tardia, com as primeiras aquisições na década de 1990. Os canhões antiaéreos, dos quais o Exército tinha menos de 200 ao início do século XXI, já estavam obsoletos, e a manutenção era difícil. O tema apareceu na grande imprensa. Em 2009, a Folha de S. Paulo publicou: “hoje, a defesa antiaérea quase inexiste no Brasil”. “Não há meios para abater mísseis e, se um avião supersônico penetrar perigosamente o espaço aéreo brasileiro, irá ser confrontado apenas por aviões como o Mirage-2000 ou o F-5”. Em 2012, o G1  definiu a artilharia antiaérea como “um dos pontos fracos do Exército”, notando a obsolescência dos meios existentes e a ausência de sistemas de médio alcance/altura. Sua modernização tornou-se um dos principais projetos estratégicos do Exército e foi incluída no Livro Branco da Defesa Nacional.

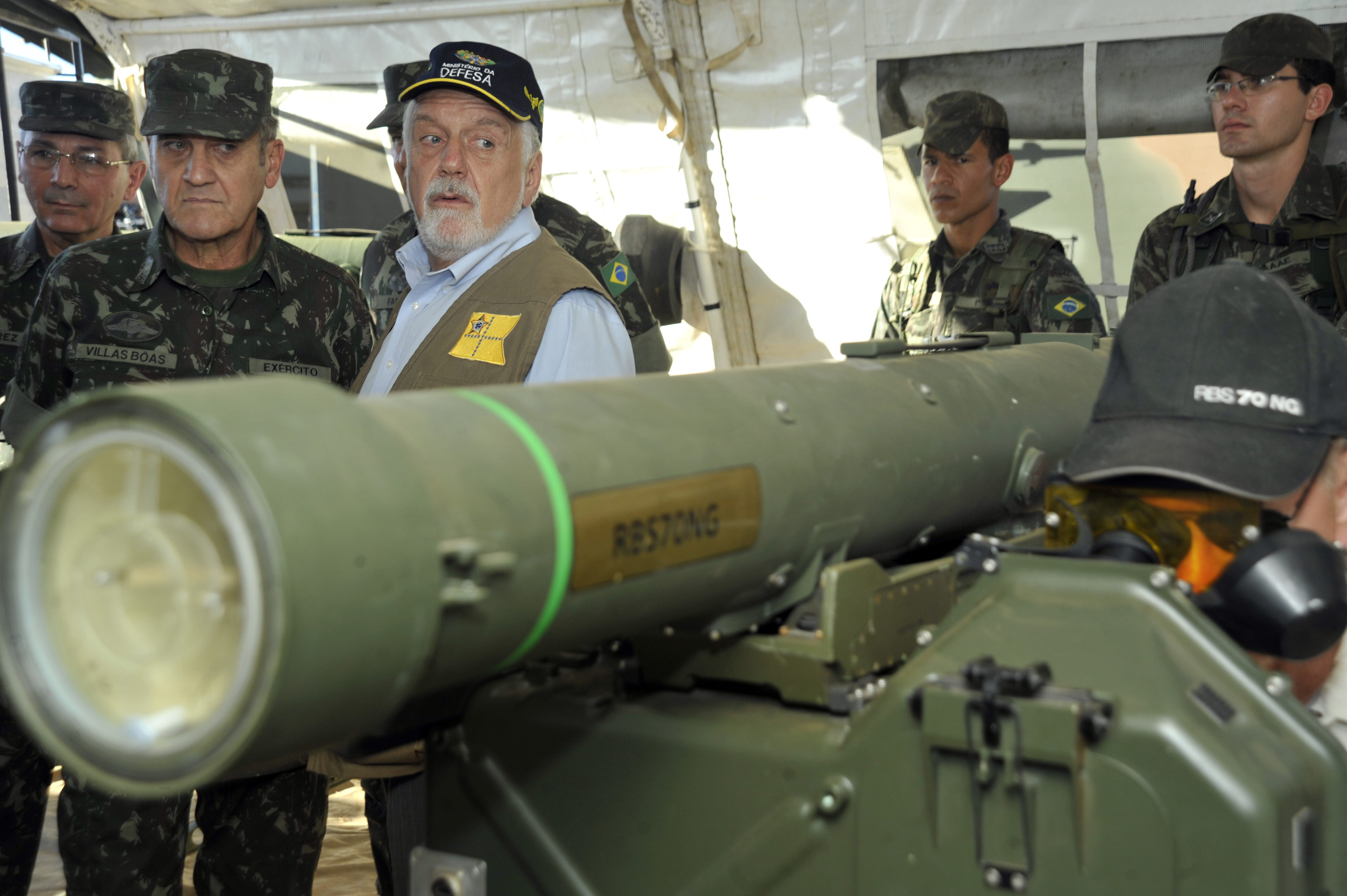
O comandante do Exército e o ministro da Defesa assistem a uma demonstração do RBS 70 NG em 2015, um dos novos armamentos comprados no período

O Exército realizou novas aquisições nessa década, com a justificativa de evitar um ataque terrorista em eventos como a Copa do Mundo de 2014. Dessa forma, em 2021, a revista Tecnologia & Defesa avaliou que os MANPADS disponíveis eram modernos; por outro lado, a artilharia de tubo estava obsoleta. A artilharia de tubo mais antiga (Bofors e Oerlikon) seria, conforme um trabalho da Escola de Comando e Estado-Maior do Exército (ECEME), incapaz de ameaçar os caças usados pelas forças aéreas sul-americanas em 2018: o Kfir da Colômbia, F-16 do Chile, Su-30 da Venezuela e Mig-29 do Peru, ou mesmo os obsoletos A-4 da Argentina. Por outro lado, as forças aéreas desses países não tinham suas ordens de batalha voltadas ao Brasil, e o alcance de seus caças e capacidade de reabastecimento em voo eram limitadas. “A restrição de alcance acaba sendo o único fator que impede que as aeronaves de ataque desses países sejam capazes de atacar Brasília ou o Eixo Rio-São Paulo.”
Em 2020, o comandante do Exército Edson Pujol, defendendo os projetos estratégicos de sua Força, descreveu a capacidade de defesa antiaérea do país como “muito aquém de fazer frente a ameaças”. A revista Segurança & Defesa, por sua vez, considerou “preocupante” a lacuna de defesa de média altura/médio alcance; as três Forças Armadas “contam, quando muito, com uma capacidade de defesa antiaérea  de ponto, não havendo sistemas adicionais que permitam uma defesa em camadas”. Conforme a revista Military Watch, a obsolescência dos caças F-5 e inexistência de mísseis terra-ar de maior alcance deixavam o Brasil praticamente sem capacidades antiaéreas, mas a chegada dos caças Gripen E mudava a posição brasileira na balança de poder aéreo da América do Sul.
Uma análise da Folha de S. Paulo argumentou em 2022 que a defesa antiaérea, e não os blindados, deveria ser a prioridade, citando sua importância na guerra na Ucrânia; não bastaria contar com a defesa aérea. Conforme uma publicação da ECEME, em 2023, o Brasil “ainda possui meios dissuasivos antiaéreos muito discretos, tanto pela sua importância internacional, quanto pela suas dimensões continentais”, mas “vem desenvolvendo sistemas de defesa antiaérea interessantes e estratégicos”. A revista Asas, no mesmo ano, concluiu que a defesa aérea brasileira "é inexistente no contexto moderno do termo".
No exterior, a defesa em média altitude é padrão nas forças armadas da Organização do Tratado do Atlântico Norte (OTAN). Na América do Sul, ela só existia em três países em 2013: Chile (NASAMS), Peru (SPYDER [en]) e Venezuela (Buk M2 e S-300). Argentina, Colômbia, Equador e Uruguai só tinham sistemas de baixa altitude, e em menor quantidade e diversidade do que o Brasil.

### Dados
| Avião        | Usuários         | Teto de voo (m) | Velocidade máxima (m/s) |
| ------------ | ---------------- | --------------- | ----------------------- |
| F-16         | Venezuela, Chile | 16 750          | 640                     |
| Su-30        | Venezuela        | 17 300          | 780                     |
| Mirage 2000P | Peru             | 17 069          | 650                     |
| MiG-29       | Peru             | 18 000          | 680                     |
| Su-25        | Peru             | 5 000           | 263                     |
| Kfir C10     | Colômbia         | 17 680          | 677                     |
| A-4AR        | Argentina        | 13 000          | 300                     |

| Sistema                  | Alcance máximo (m) | Altura máxima do alvo (m) | Velocidade máxima do alvo (m/s) | Velocidade inicial do projétil (m/s) | Cadência de tiro (tpm) | Espoleta            | Situação   |
| ------------------------ | ------------------ | ------------------------- | ------------------------------- | ------------------------------------ | ---------------------- | ------------------- | ---------- |
| 35 mm Gepard             | 5 000              | 3 000                     |                                 |                                      | 550 por canhão         | Impacto             | Em serviço |
| 35 mm Oerlikon Contraves | 4 000              | 3 000                     | 475                             | 1 100                                | 1 175                  | Impacto             | Desativado |
| 40 mm Bofors/FILA        | 4 000              | 3 000                     | 350                             | 1 005 a 1 025                        | 300                    | Proximidade/impacto | Desativado |

| Sistema     | Alcance máximo (m) | Altura máxima do alvo (m) | Velocidade máxima de voo (m/s) | Situação     |
| ----------- | ------------------ | ------------------------- | ------------------------------ | ------------ |
| Igla-S      | 6 000              | 3 500                     | 652                            | Em serviço   |
| RBS-70 NG   | 5 000              | 3 000                     | 686                            | Em serviço   |
| Mistral 2   | 6 000 - 6 500      | 3 000                     | 995                            | Em serviço   |
| Sea Wolf    | 6 500              | 3 000                     | 686                            | Em serviço   |
| Aspide      | > 15 000           | 6 000                     | 686                            | Em serviço   |
| Sea Ceptor  | > 25 000           |                           | 1 029                          | Planejado    |
| Pantsir-S1  | 20 000             | 8 000                     | 1 303                          | Não comprado |
| ROC de 2020 | > 40 000           | > 15 000                  |                                | Planejado    |

### Metralhadoras e canhões

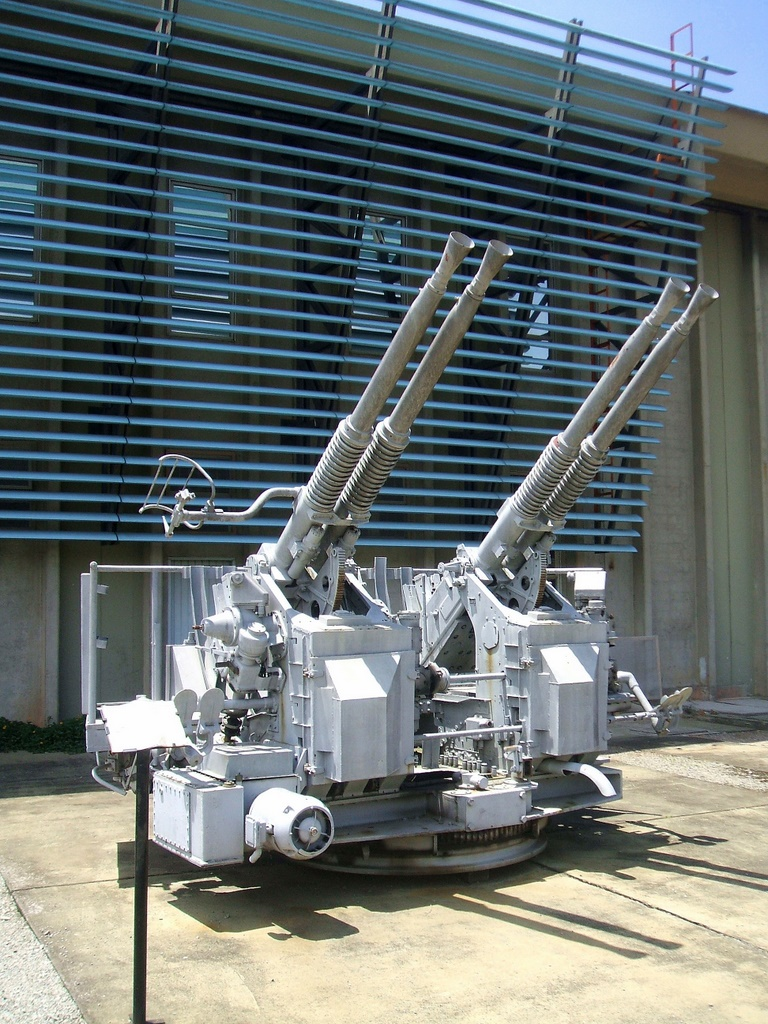
Bofors de 40 mm da Marinha

Desde pelo menos os anos 1920, artilharia antiaérea de tubo já aparecia nos navios de guerra brasileiros. Os encouraçados da classe Minas Geraes possuíam, cada um, dois canhões Bethlehem de 76 milímetros, enquanto os cruzadores Bahia e Rio Grande do Sul tinham, cada um, três metralhadoras Madsen de 20 mm e uma metralhadora Hotchkiss de 7 mm. Em 1942–1944, as três Madsen de cada foram substituídas por sete Oerlikon 20 mm, e cada cruzador também recebeu dois canhões Poole-Reg, 76 mm/L23. Em 1945, os contratorpedeiros e navios menores usavam canhões multiuso (contra alvos aéreos e de superfície) de 127 mm (5"/38 calibres [en]) e 76 mm (3"/50 calibres [en]), canhões antiaéreos Bofors 40 mm/L60 e metralhadoras Oerlikon de 20 mm.
Em terra, metralhadoras Hotchkiss, Schwarzlose e outras, adaptadas em pedestais com giro de 360°, serviram de defesa antiaérea nas revoluções de 1930 e 1932. O Exército só criou sua primeira unidade de artilharia antiaérea em 1938, uma adoção tardia se comparada aos exércitos europeus. Esse ramo já se mostrava promissor desde a Primeira Guerra Mundial (1914–1918), e em 1934 já se constatava que o Exército Argentino tinha um grupo de artilharia antiaérea, enquanto o Exército Brasileiro não tinha nenhum canhão para esse fim.

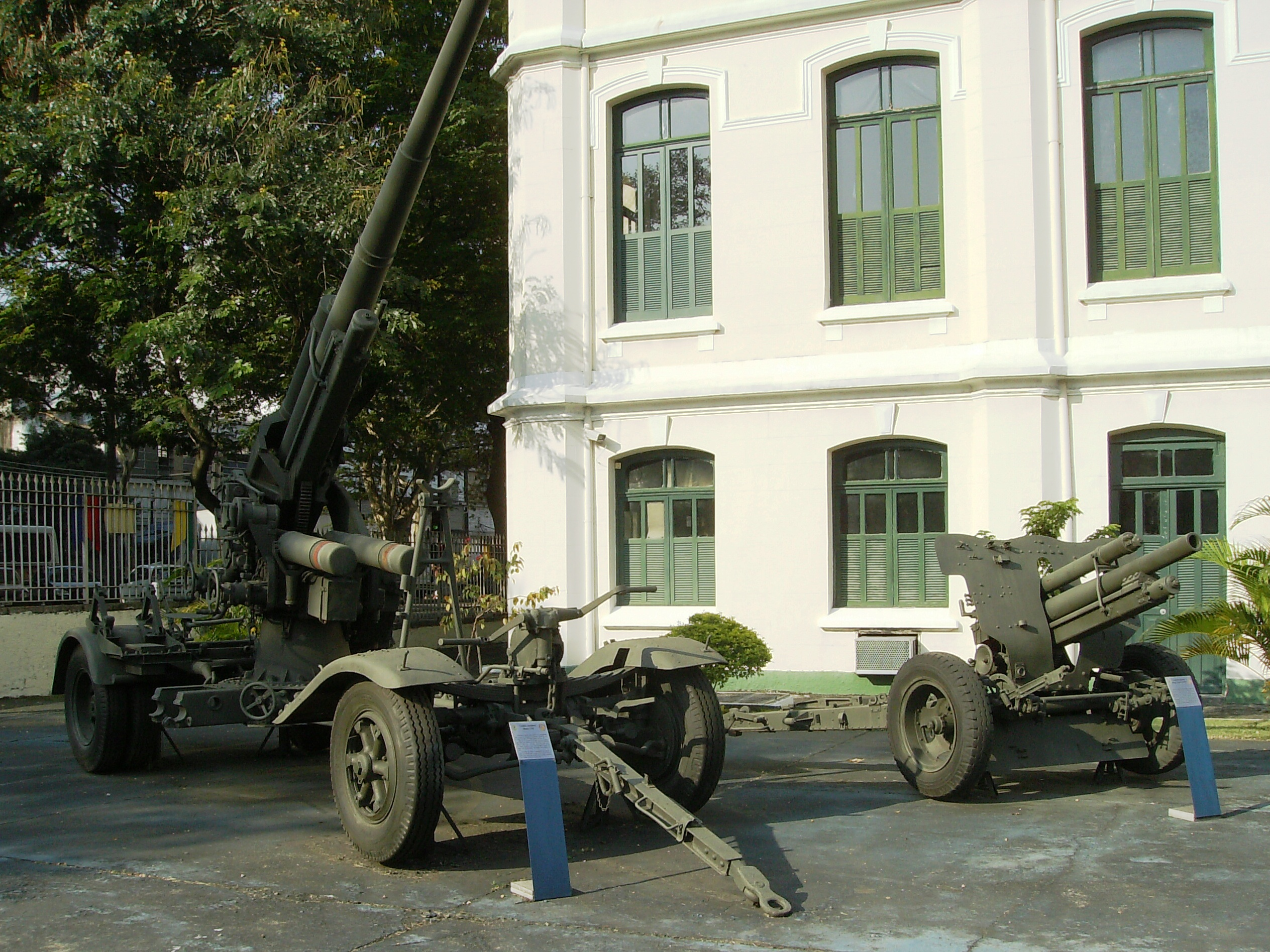
Flak 88 mm do Exército, à esquerda

As primeiras organizações antiaéreas do Exército usaram canhões Flak 88 mm C/56-Mod 18. 60 foram comprados da Krupp, da Alemanha, como parte de um grande contrato de artilharia em 1938, juntamente com tratores meia-lagarta Sd.Kfz. 7 [de], preditores de tiro WIKOG 9SH e equipamentos de localização de som ELASCOPORTHOGNOM. Devido à Segunda Guerra Mundial, iniciada no ano seguinte, somente parte da encomenda (28 canhões) chegou ao Brasil. Os grupos foram também mobiliados com projetores de luz Sperry M1939.
A vez do Exército comprar o Bofors 40 mm C/60 foi em 1947, juntamente com metralhadoras múltiplas Browning .50. Como parte do contrato com a Bofors, parte do material da empresa sueca foi fabricado no Brasil. Os canhões da Bofors, juntamente com as metralhadoras Oerlikon, continuavam em uso nos navios adquiridos nos anos 50, como o porta-aviões Minas Gerais e o cruzador Tamandaré.
Na década de 1950 o Exército adquiriu os canhões americanos M1 de 90 mm. Na década seguinte, a substituição dos velhos canhões de 88 mm pelos de 40 e 90 mm ainda estava em curso. A mobilidade dos canhões maiores era limitada. Quando uma bateria antiaérea do Grupamento de Unidades-Escola foi ordenada a cobrir o deslocamento de uma coluna legalista no golpe de Estado de 1964, seu comandante, o capitão Carlos Alberto Brilhante Ustra, afirmou que:

Uma Bateria de Canhões 90 mm era totalmente inadequada para esse tipo de missão porque seu material era usado para a defesa de pontos sensíveis, como pontes, fábricas, aeroportos, e levava algumas horas para entrar em posição. Jamais se prestaria para a defesa antiaérea imediata de uma coluna em movimento. Além disso, os canhões eram rebocados por tratores sobre lagartas e um longo deslocamento pelo asfalto acabaria com as borrachas das lagartas, retardando o movimento.

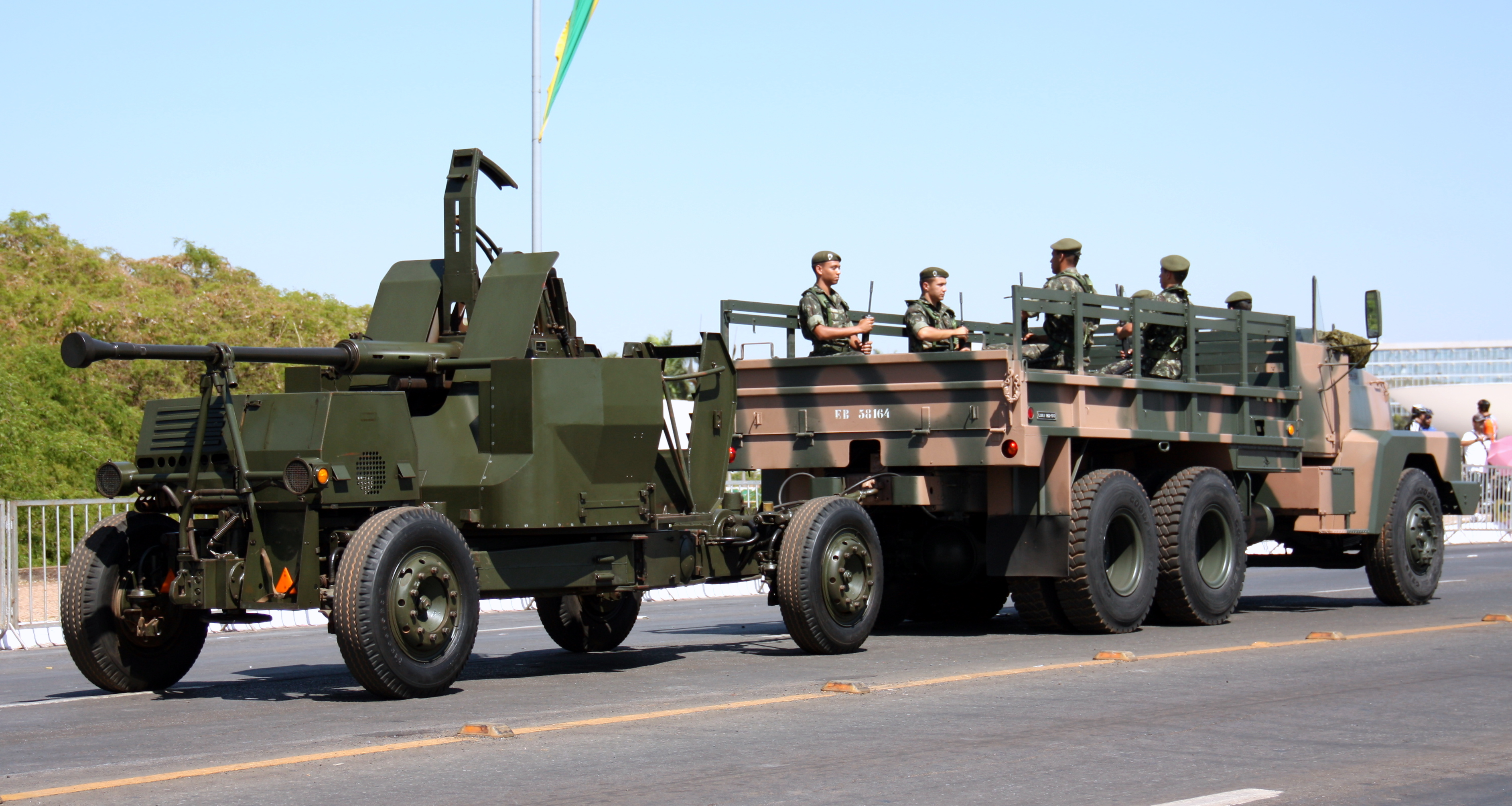
Bofors do Exército rebocado por um caminhão

Os canhões de 88 e 90 mm do Exército foram aposentados e substituídos por 38 sistemas Oerlikon-Contraves de 35 mm, adquiridos em 1977. Os canhões eram acompanhados de uma Central de Direção de Tiro, um Apontador Ótico Auxiliar, uma Caixa de Sinalização, um Grupo Gerador e viaturas de reboque. A quantia era pequena e o número de baterias diminuiu. Esta era uma das mais sofisticadas defesas de baixa altura disponíveis na época, embora tivesse dificuldade de entrar em posição. Sua produção em território nacional chegou a ser negociada, mas não foi posta em prática.
Também no final dos anos 70, a Marinha incluiu o Bofors de 40 mm/L70 nas fragatas da classe Niterói. Na década seguinte, a Bofors cooperou com a CBV Indústria Mecânica na fabricação dos canhões, tanto para a Marinha quanto para o Exército. A Marinha usou-os em várias classes de navios, como as corvetas da classe Inhaúma e os navios-patrulha classe Grajaú. A Emgepron passou a fabricar a munição sob licença, e mais canhões foram encomendados nos anos 1990 e 2000. O Corpo de Fuzileiros Navais também recebeu o Bofors, que é rebocado por uma viatura de 5 toneladas. O Bofors e Oerlikon serviram no Exército até 2023.

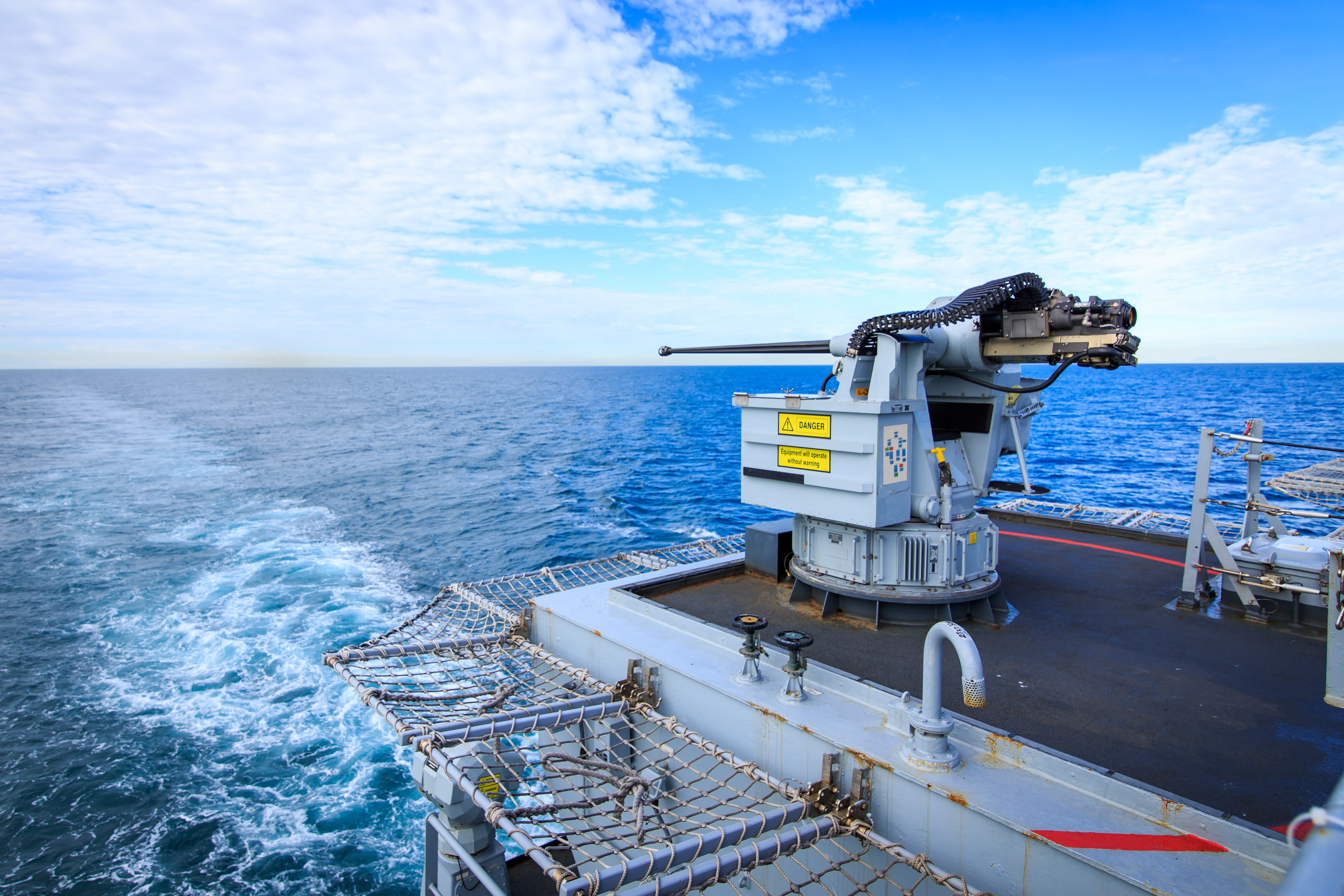
Canhão automático Bushmaster de 30 mm do porta-helicópteros Atlântico

Ao final dos anos 90, a Marinha desenvolvia um canhão antimíssil de tiro rápido, de 20 mm. O Brasil solicitou oito canhões automáticos Phalanx americanos, mas a venda foi barrada no Congresso dos Estados Unidos, possivelmente por temores de que a tecnologia seria copiada. Um Phalanx foi comprado junto com o navio de desembarque de carros de combate Mattoso Maia, mas em 2011 encontrava-se desativado. O porta-helicópteros Atlântico, incorporado em 2018, tinha vários Phalanx em sua dotação original, mas eles foram retirados e sua venda negada ao Brasil. A Marinha estudou um Close-in Weapon System (CIWS) como o Phalanx para a defesa antiaérea a curta distância do Atlântico, mas acabou decidindo pelo Mk44 Bushmaster II [en], de 30 mm, mesmo modelo já utilizado nos navios-patrulha da classe Amazonas.
A corveta Barroso (V-34), incorporada em 2008, não tinha mísseis antiaéreos, confiando sua defesa a um canhão Mk8, de 114 mm, e um Bofors Trinity de 40 mm. Isto destoa de navios equivalentes em outras marinhas, e mesmo de outras classes de navio no Brasil.

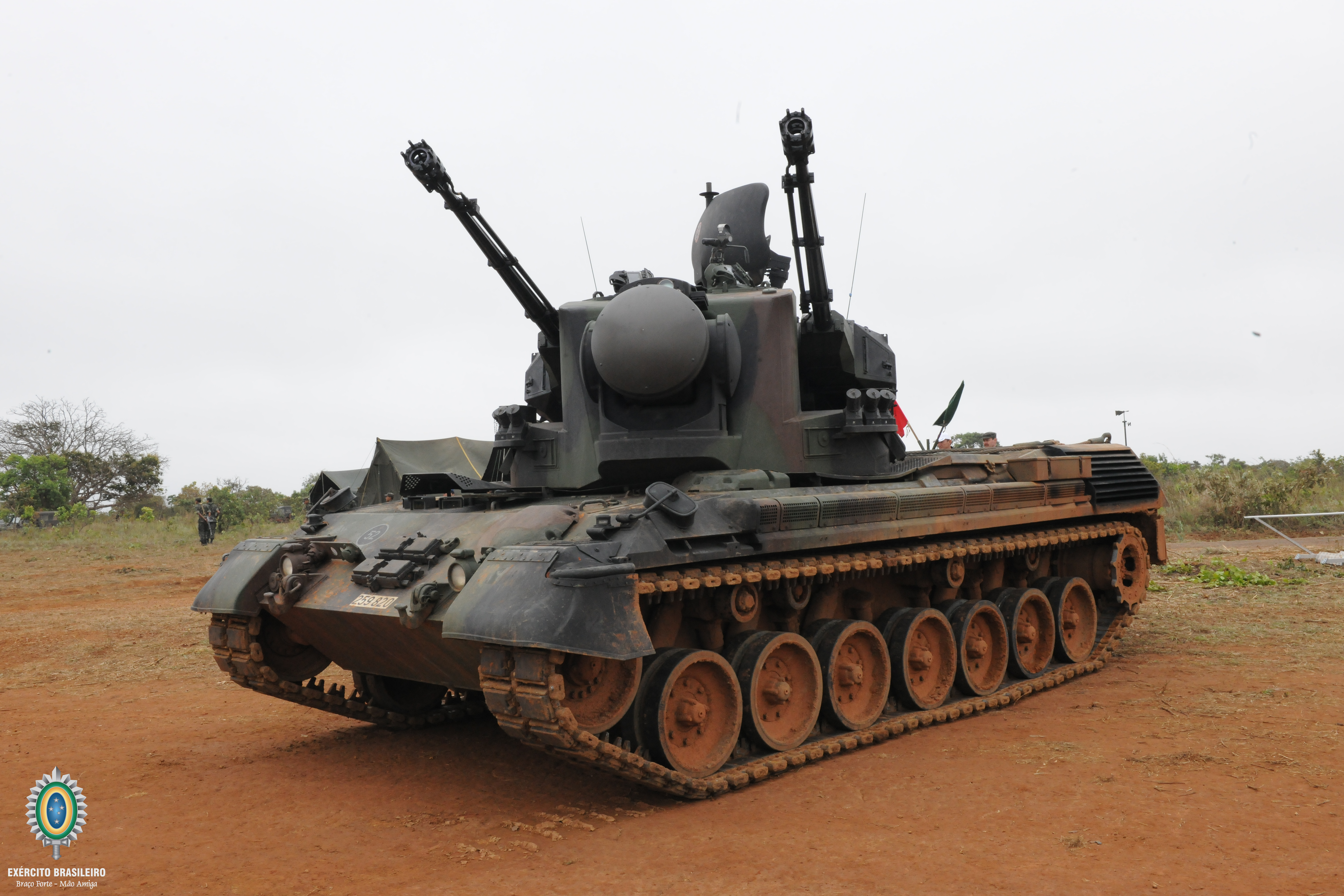
Gepard

34 viaturas antiaéreas autopropulsadas Flakpanzer Gepard 1A2 foram encomendadas para o Exército em 2013. Este lote, originalmente do Exército Alemão, havia sido remodelado pouco antes, com vida útil prevista até 2030. Armado com canhões 35 mm Oerlikon, o Gepard foi concebido para acompanhar e proteger colunas de carros de combate Leopard 1, justamente o tipo usado pelo Exército Brasileiro. No caso, não houve transferência tecnológica para a indústria brasileira, apenas compra de equipamentos. No conflito Rússia-Ucrânia, o Gepard ainda se revela útil no campo de batalha contemporâneo, abatendo diversas ameaças áereas, notavelmente os drones. Entretanto, já existem ameaças aéreas com armamentos de alcances superiores ao do Gepard (quatro quilômetros), e portanto, capacidade de standoff contra forças protegidas por este veículo.

### Mísseis navais

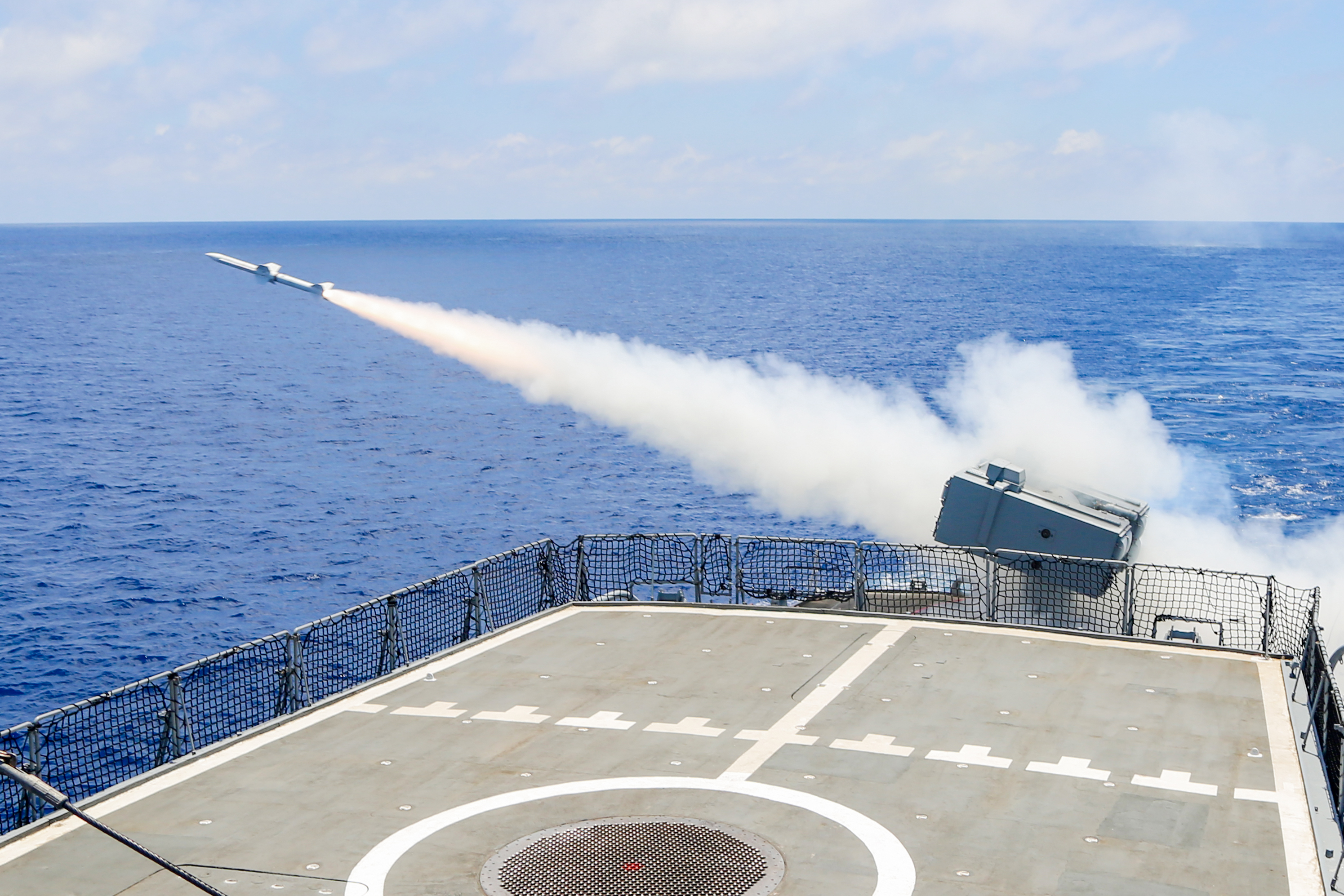
Lançamento de míssil Aspide

A Marinha adquiriu um lançador quádruplo de mísseis superfície-ar Sea Cat, em 1966. Este foi o primeiro míssil de qualquer tipo instalado em seus navios, no momento de um “salto tecnológico” para a era dos mísseis e sistemas de armas. Ao início da década seguinte, ela adquiriu mísseis antinavio e antissubmarino. O programa de reaparelhamento da Marinha de 1974 previu a aquisição de duas fragatas especializadas no combate antiaéreo, equipadas com mísseis de defesa de área. Entretanto, o projeto não foi adiante. Os mísseis comprados na época serviam apenas para a defesa de ponto.
As limitações do Sea Cat eram que só um míssil poderia ser controlado ao mesmo tempo, e seria difícil atingir um alvo com perfil de voo sea skimmer (muito próximo da linha d'água). Ainda assim, em serviço britânico ele teve algum sucesso na Guerra das Malvinas. No Brasil, ele foi instalado nos contratorpedeiros Mariz e Barros (D26) e Mato Grosso (D34) e nas seis fragatas da classe Niterói. As quatro fragatas da classe Greenhalgh, incorporadas em 1996, vieram com lançadores de mísseis Sea Wolf, que superam as limitações do Sea Cat. Os Sea Cat da classe Niterói, já ineficazes, foram substituídos pelos lançadores Albatros e mísseis Aspide, com uma capacidade de defesa de área curta (até 21 km, preferencialmente até 15 km).
Em 2003, a revista Tecnologia & Defesa especulou da inclusão de fragatas com mísseis de longo alcance no Plano de Renovação de Meios Flutuantes de 2005–2018. A classe Tamandaré, planejada para a década de 2020, tem sistemas MBDA Sea Ceptor, compostos de um sistema de controle de armas inteligente e mísseis CAMM. Em 2017, a revista Portos e Navios avaliou a defesa antiaérea da classe: o Bofors Trinity que ela usa é “obsoleto em um ambiente em que mísseis antinavio supersônicos poderão se tornar a regra”, mas o Sea Ceptor é “extremamente potente para a defesa aérea”.

### Mísseis de curto alcance

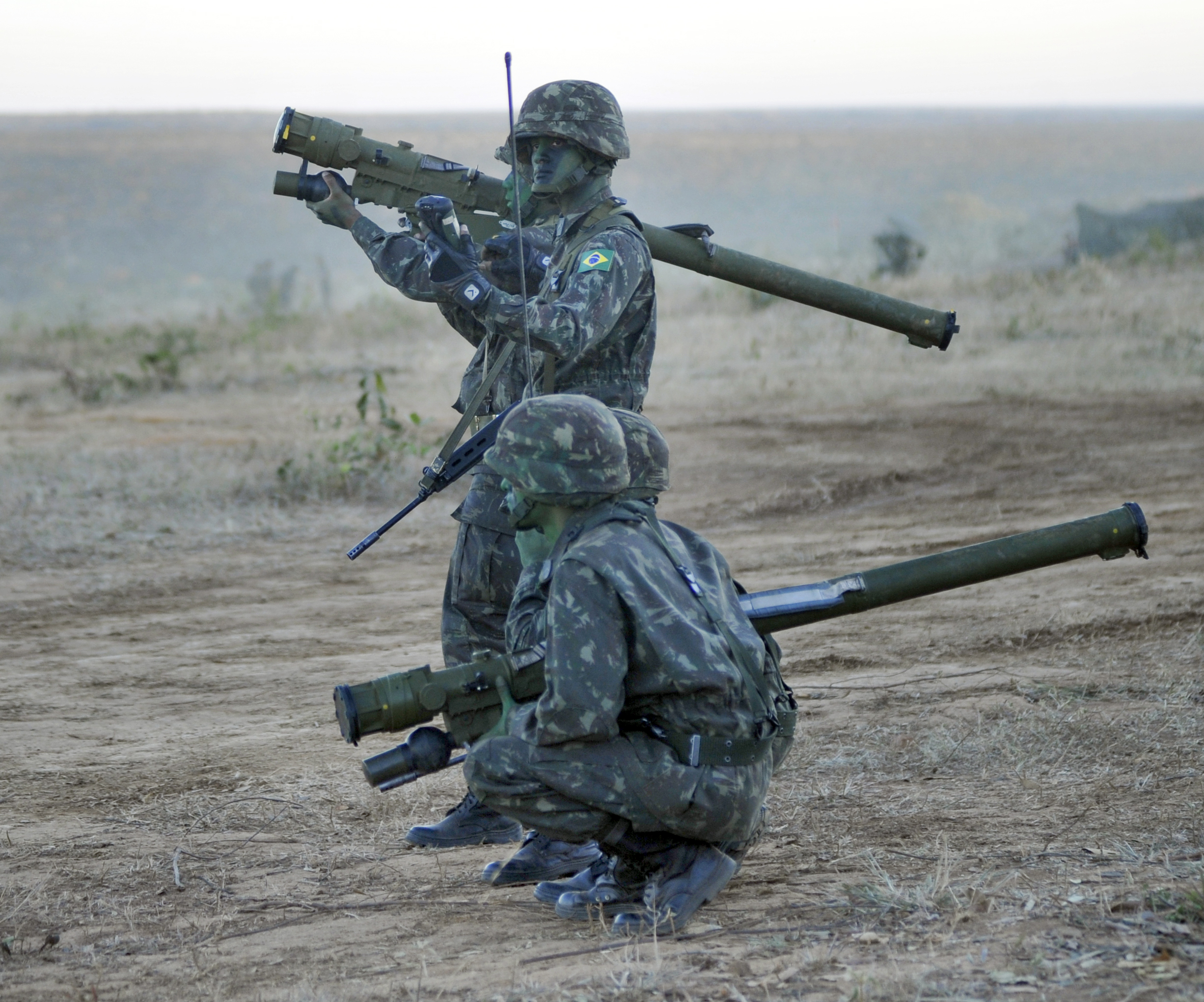
Sistemas de mísseis Igla do Exército

Nos anos 70 o Exército encomendou quatro baterias do míssil franco-alemão Roland II. Os alemães boicotaram a proposta quando descobriram que o Brasil pretendia desenvolver sua própria versão, e somente quatro unidades de tiro foram entregues. Considerados dispendiosos demais para o uso na tropa, eles só foram usados na instrução e pesquisa técnico-científica.
Em 1994, 112 mísseis portáteis SA-18 Igla e 56 lançadores foram comprados da Rússia para o Exército e a Infantaria da Aeronáutica. Na mesma época (1994–1997) a Marinha adquiriu 160 unidades do MANPADS francês Mistral, destinadas ao CFN e aos navios, numa lógica de padronização. Em operações anfíbias do CFN, o Mistral é mais conveniente do que o Bofors por exigir um volume de carga muito menor nos navios. Por ser portátil, é também preferível para deslocamentos aéreos, helitransportados, motorizados e mecanizados e operações ribeirinhas. O Bofors serve nas defesas estáticas.

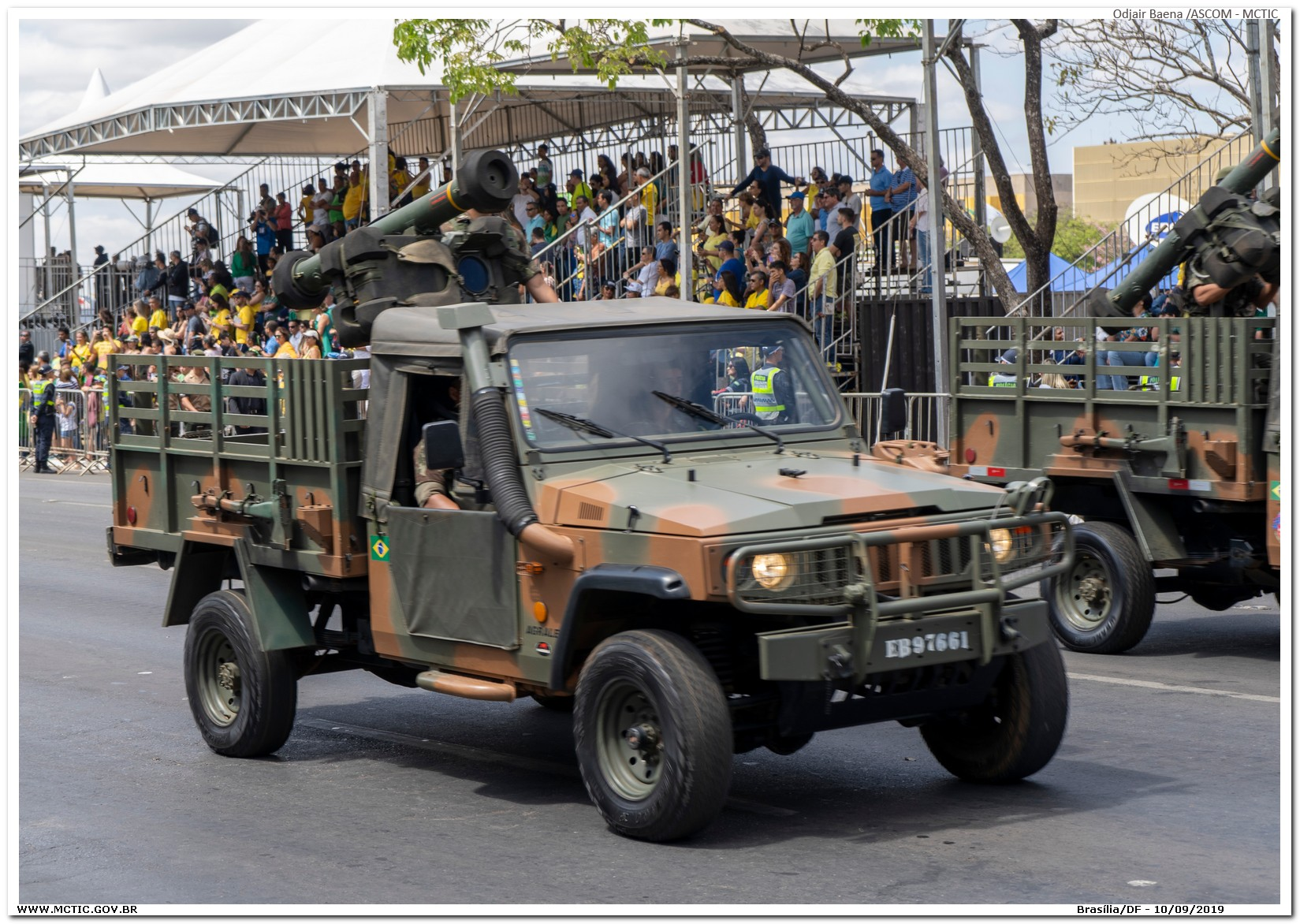
RBS-70 do Exército

O sistema de mísseis de curto alcance Tor, da Rússia, foi cogitado pelo Exército em 2009. Pouco antes, a Venezuela havia comprado uma versão mais antiga. Em 2013, novas negociações com a Rússia incluiriam a fabricação no Brasil, via joint venture, do KBM 9K338 Igla-S, versão mais avançada do MANPADS comprado nos anos 90. O que chegou a ser acertado com a Rússia foi a compra de alguns poucos lançadores.
A aquisição mais relevante nesse período foi dos sistemas RBS 70 Mk.2 e RBS 70 NG, da empresa sueca Saab. O Igla é um míssil fire and forget [en], atraído pelo calor, enquanto o RBS é controlado a laser pelo operador. Também é um MANPADS, porém mais avançado do que os Iglas. Em 2023 a Saab apresentou um RBS 70 NG acoplado a um blindado Guarani, como opção para o acompanhamento de tropas mecanizadas.

### Mísseis de médio alcance
A Estratégia Nacional de Defesa de 2008 deu prioridade ao reaparelhamento da artilharia antiaérea terrestre, inclusive pela aquisição de sistemas de média altura. Alguns generais deram a entender que a artilharia de média altura (até 15 km) seria uma exigência da FIFA para a segurança da Copa do Mundo, mas em 2013 o Ministério da Defesa esclareceu que as exigências não mencionavam especificamente a média altura.

#### Negociação do Pantsir-S1

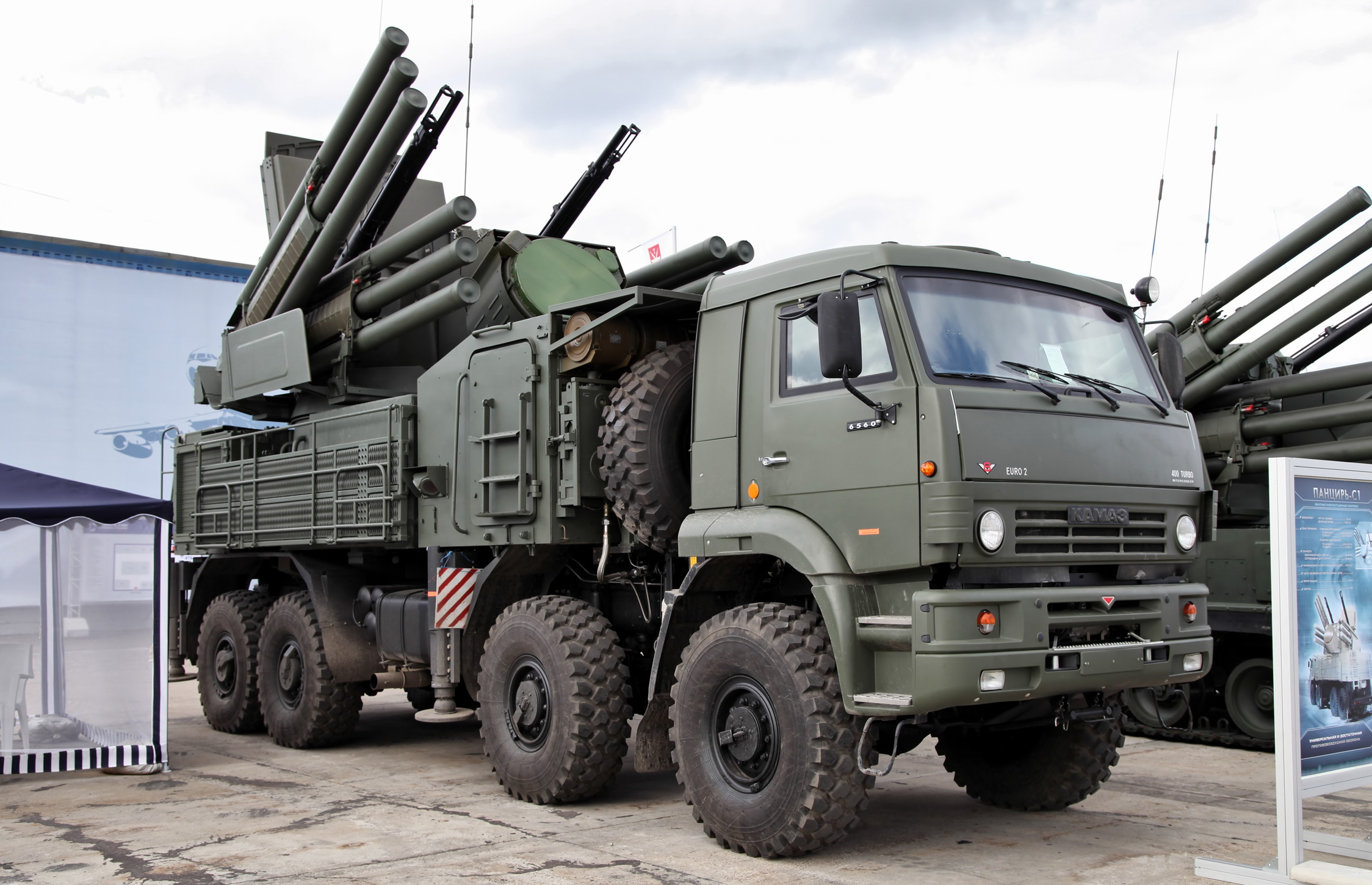
Pantsir-S1 russo

Os Requisitos Operacionais Conjuntos (ROC) do Ministério da Defesa para mísseis de média altura, destinados ao Exército, Marinha e Força Aérea, foram publicados em 2012, e trinta fabricantes estrangeiros foram informados. O Palácio do Planalto interessou-se pelo Pantsir-S1 após uma visita presidencial à Rússia, em dezembro.
Considerado moderno, este sistema havia estreado pouco antes na Síria, onde seria “um dos trunfos sírios em caso de invasão ou bombardeio de forças de coalizão comandadas pelos Estados Unidos.” A escolha foi polêmica entre os militares brasileiros, pois ele não cumpria os requisitos originais de alcance (o seu era inferior a 30 km) e compatibilidade com os radares usados no país e aviões de carga da FAB. A revista Veja caracterizou a compra como uma imposição do Palácio do Planalto (que buscava equilibrar a balança comercial com a Rússia), julgou inverossímil a promessa de transferência de tecnologia, e, citando um especialista americano, “os governos que recorrem à indústria bélica russa são geralmente aqueles que não podem comprar armas de democracias ocidentais, como a Síria”. Segundo a Assessoria para os Setores Estratégicos de Defesa, a escolha foi fruto dos estudos realizados desde 2011.
Novos ROC, compatíveis com o Pantsir-S1, foram publicados em 2013. A Avibras e a MBDA apresentaram uma proposta em 2014, consistindo numa versão brasileira do míssil CAMM, montada nos veículos do sistema ASTROS 2020. Em 2015, prosseguiam as negociações por três baterias do Pantsir-S1, cada qual com seis carretas lançadoras e mais os veículos de apoio. O preço do contrato era estimado em US$ 1,3 bilhão, mas especialistas do Ministério da Defesa acreditavam numa redução. Alguns componentes poderiam ser trocados por equivalentes brasileiros, incluindo os radares. Mas não se chegou a um acordo, e em 2017 o Brasil abandonou o projeto de compra. Em retrospecto, a revista Tecnologia & Defesa reconheceu os esforços russos no segmento, mas chamou o programa de “muito mais político do que técnico”.

#### Requisitos de 2020
O Ministério da Defesa publicou novos ROC em 2020. O novo sistema deve ter alcances máximos não inferiores a 40 km, na horizontal, e 15 km, na vertical, com cada bateria cobrindo pelo menos 10 mil quilômetros quadrados de área. Seu radar terá 200 km de alcance horizontal. O sistema deve simultaneamente acompanhar 150 alvos, engajar 16 e controlar 32 mísseis lançados. Seus alvos terão velocidades de até 2 880 km/h. O sistema deve estar em condições de atirar em no máximo 15 minutos após o desdobramento, e de colocar-se em marcha 15 minutos após receber a ordem. Seus veículos precisam rodar sem abastecimento por 500 km em estradas pavimentadas e ser transportáveis nos aviões de carga da FAB (KC-390), balsas e barcaças das Forças Armadas e navios anfíbios da Marinha. Também se pretende fomentar a indústria nacional, mas a ambição de um programa inteiramente brasileiro é muito difícil de se realizar.
Este “escudo anti-mísseis” será operado pelas três Forças Armadas, mas o Exército foi designado como a força líder na sua aquisição. Na revista Sociedade Militar, o coronel Paulo Ricardo da Rocha Paiva relativizou sua importância, argumentando que a prioridade deveria ser os mísseis de cruzeiro de longo alcance para destruir as ameaças aéreas antes de decolarem de suas bases.

### Radares

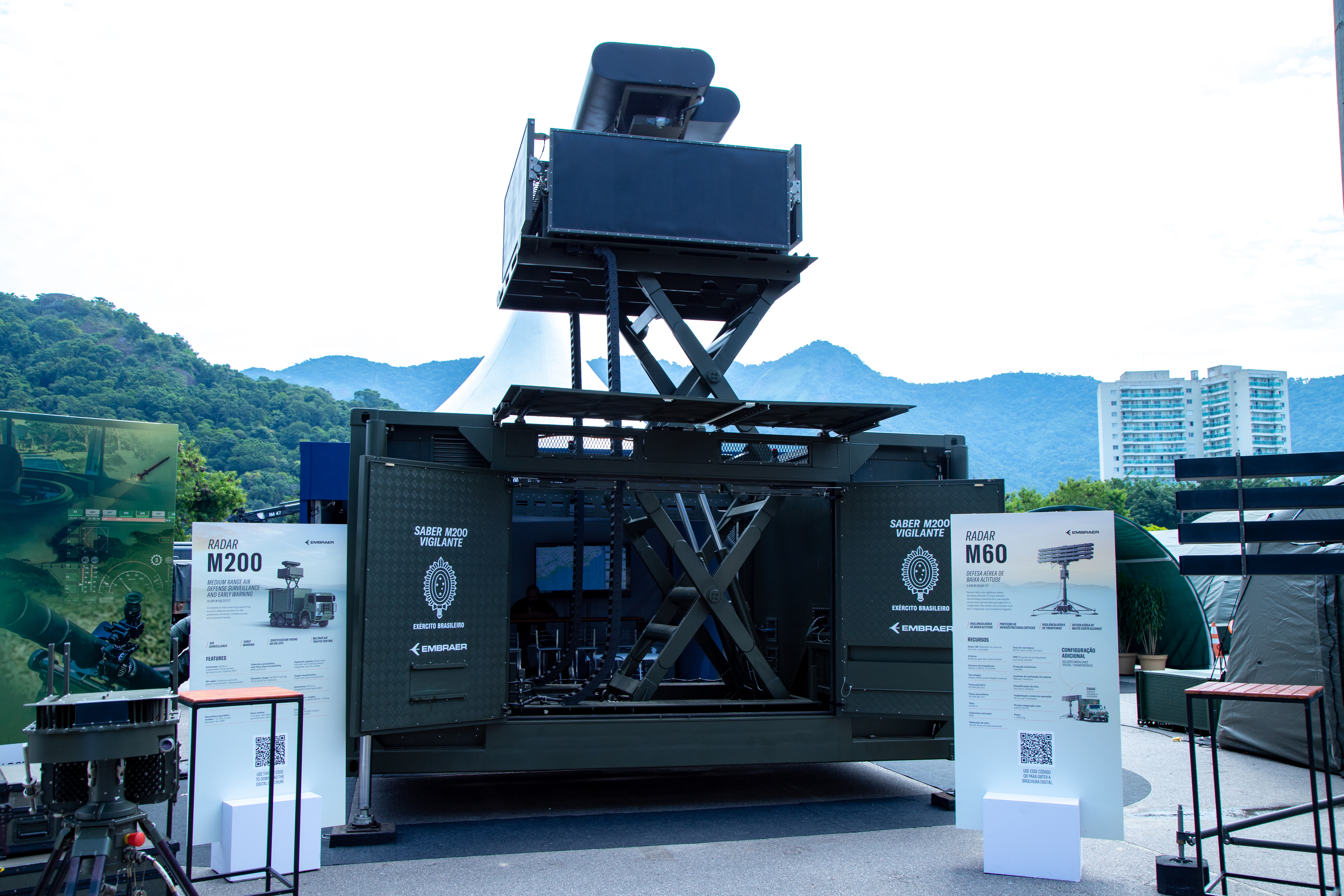
Radar Saber M200

Os radares de vigilância dos Centros Integrados de Defesa Aérea e Controle de Tráfego Aéreo (CINDACTA) da Força Aérea podem alertar a defesa antiaérea, pois sua estrutura, compartilhada com o Departamento de Controle do Espaço Aéreo (DECEA), serve para fins civis e militares. As baterias têm também seus próprios meios de detecção.
O Exército adquiriu seus primeiros radares de artilharia antiaérea no período em que usava os canhões de 90 mm: o radar de controle de tiro AA3 Mk7, o radar de vigilância AN/TPS-1D e o radar de duplo emprego RAR 103. A aquisição dos Oerlikon 35 mm foi acompanhada pela central de direção de tiro Super Fledermaus, com um computador de tiro e acompanhamento por radar e ótico. Em 1987 a Avibras iniciou a produção em série do Equipamento de Direção de Tiro (EDT) FILA, que podia ser usado com o Bofors 40 mm/L70 e o Oerlikon, como parte do programa de modernização FT-90. O CFN adquiriu em 1996 o radar sueco Ericson GIRAFFE 50 AT para direcionar o tiro do Bofors e Mistral.
Os 9K38 Igla foram originalmente pensados como uma autodefesa dos batalhões de infantaria, sem necessidade de radares. O Exército logo constatou que essa defesa seria lenta e dependente da identificação visual. O Igla precisava de sua própria estrutura, dentro de baterias de artilharia antiaérea, contando com sistemas de controle e alerta. Após estudos com radares israelenses, o Exército optou em 2006 pelo desenvolvimento de um radar nacional. O resultado foi o radar Saber M60, produzido a partir de 2011 para o Exército, a FAB e o CFN. Trata-se de um sistema leve e móvel, precisando de apenas três homens e quinze minutos de preparo para entrar em operação. Ele não é propriamente um radar de vigilância, embora seja usado nessa função. O Saber M200, um radar de vigilância verdadeiro, com capacidade de servir à defesa de média altura, começou a ser desenvolvido em 2015.
Na Marinha, o Sea Wolf foi associado aos radares de direção de tiro Marconi Type 910 das fragatas classe Greenhalgh, um voltado para a popa e outro para a proa. O radar de busca aérea e de superfície é o Marconi Type 967-968. Com um alcance máximo de detecção de 90 km contra aeronaves de asa fixa e 11 km contra mísseis, sua capacidade de vigilância e designação de alvos é limitada. Na classe Niterói, após a substituição do Sea Cat pelo Aspide as fragatas receberam o radar de direção de tiro RTN-30X, que é usado tanto pelos mísseis quanto pelo Bofors, novos optrônicos, como o sensor Saab EOS 400-10B, que pode detectar o calor de um alvo a 20 km de distância. O radar de busca aérea e de superfície passou a ser o Alenia 2D RAN 20S, cuja capacidade é mais adequada do que o 967-968. O projeto das fragatas classe Tamandaré tem um radar de busca volumétrica Hensoldt TRS-4D ROT e radar de direção de tiro Thales STIR 1.2.

## Organização

### Exército

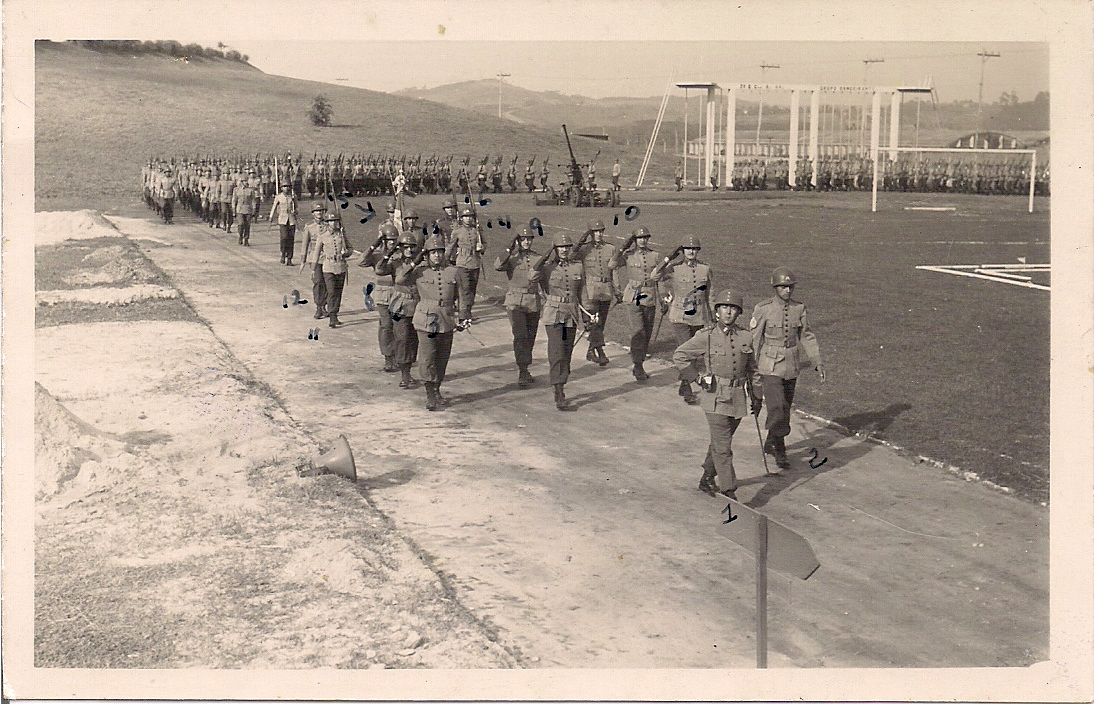
Formatura do 2.º GAAAe em 1960

Para organizar sua artilharia antiaérea, o Exército primeiro adestrou militares e em seguida adquiriu os materiais. Em 1927 o regulamento da Escola de Aviação Militar incluiu entre seus fins a especialização de oficiais e praças na defesa antiaérea. Em 1938 foi criada a primeira unidade, o Núcleo de Bateria de Metralhadoras Antiaéreas, e no ano seguinte, o Centro de Instrução de Defesa Antiaérea, que se tornaria a Escola de Defesa Antiaérea, de 1955, e a atual Escola de Artilharia de Costa e Antiaérea (EsACosAAé), de 1965.  Durante a Segunda Guerra Mundial o Exército operou quatro grupos de artilharia antiaérea e uma bateria independente de metralhadoras.
Os grupos de canhões antiaéreos cresceram em número, chegando a dez em 1960. Sua nomenclatura incluía o calibre dos canhões e, quando era o caso, se eram automáticos. Os números não eram padronizados, a ponto de em São Paulo haver duas unidades chamadas 2.º Grupo de Canhões, uma de 90 mm e outra de 40 mm automático. Esses grupos eram subordinados às regiões militares e defendiam a zona do interior. Para apoiar as unidades no teatro de operações, um grupo de artilharia antiaérea era previsto para cada divisão, mas não havia nenhum, e as tropas em campanha estariam completamente desprovidas de cobertura antiaérea.
As reformas militares dos anos 70 distribuíram os canhões de 40 mm remanescentes a nove baterias antiaéreas criadas dentro das brigadas de infantaria e cavalaria. Somente a Brigada Paraquedista não tinha bateria prevista, pois a suposição era que ela só seria usada em condições de superioridade aérea. Ainda assim, várias brigadas ficaram sem as baterias planejadas. Os dez grupos deram lugar a apenas três Grupos de Artilharia Antiaérea (GAAé), equipados com os novos Oerlikon de 35 mm. Esses grupos estavam subordinados às divisões, servindo para o teatro de operações. O Estado-Maior do Exército percebeu que a zona de interior ficaria desprotegida, e por isso criou em 1981 a 1.ª Brigada de Artilharia Antiaérea (Bda AAAé), composta do 1.º e 2.º Grupos. A expectativa era de expansão futura, até que fosse criada uma 2.ª Brigada e um Comando de Artilharia Antiaérea para coordenar as brigadas.
Sediada em Guarujá, São Paulo, a 1.ª Brigada passou a ter subordinados todos os GAAAe. Em 2019, eram o 1.º no Rio de Janeiro, 2.º em Praia Grande, São Paulo, 3.º em Caxias do Sul, Rio Grande do Sul, 4.º em Sete Lagoas, Minas Gerais, 11.º, em Brasília, e 12.º, em Manaus, Amazonas. Essas organizações são apoiadas pelo Núcleo do Batalhão de Manutenção de Suprimentos de Artilharia Antiaérea, em Osasco, São Paulo. As brigadas de infantaria e cavalaria tinham sete baterias antiaéreas em 2019. No caso das brigadas blindadas, essas baterias são autopropulsadas. Em 2022 a 1.ª Bda AAAe foi transformada no Comando de Defesa Antiaérea do Exército (Cmdo DAAe Ex), subordinado ao Comando Militar do Sudeste e vinculado ao Comando de Operações Terrestres para preparo e emprego.

### Fuzileiros Navais

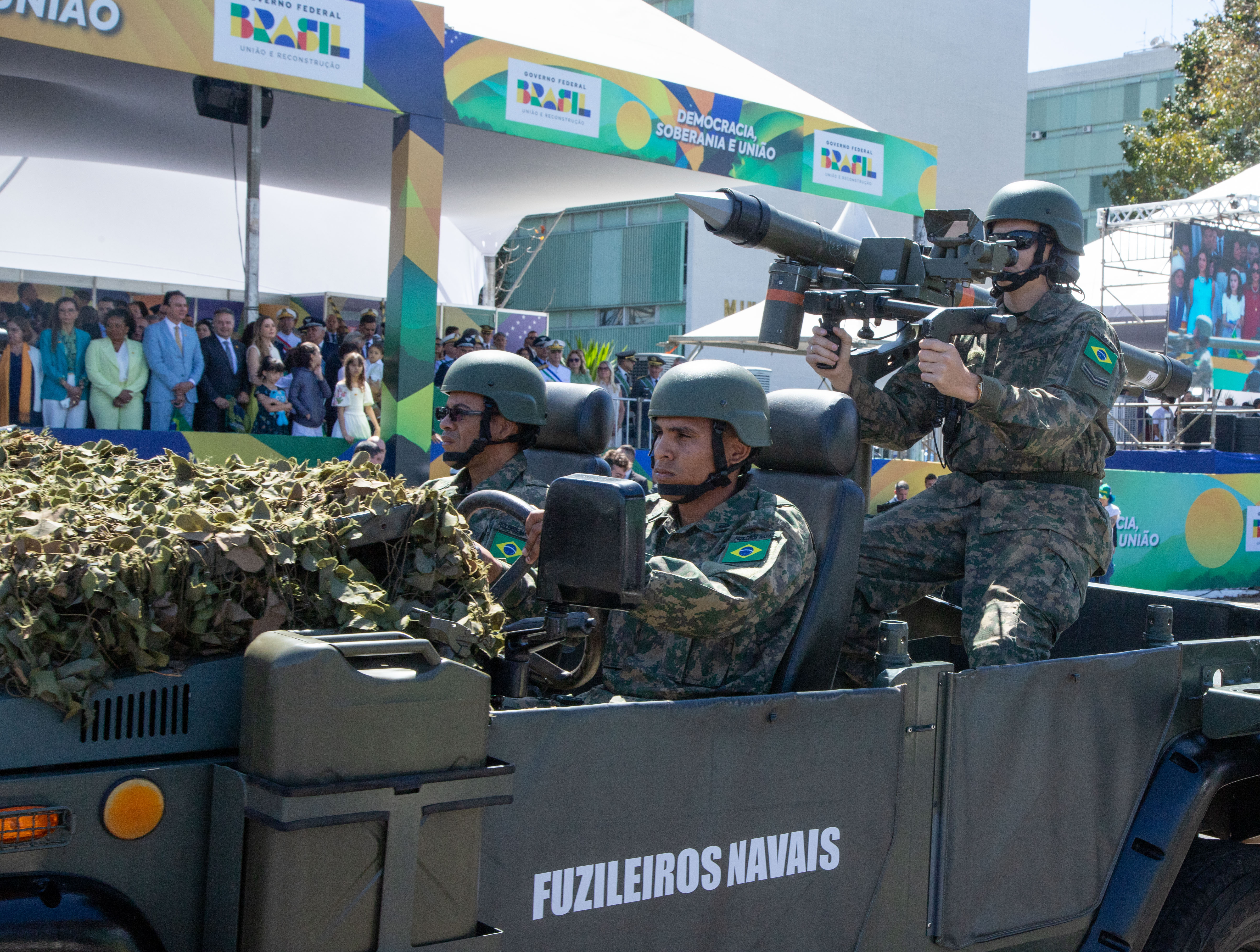
Mistral do CFN

Em 1995 o Corpo de Fuzileiros Navais ativou na Divisão Anfíbia uma Bateria de Artilharia Antiaérea (BiaArtAAe), que é a única unidade desse tipo na Marinha. Em 2003 a bateria foi incorporada ao Batalhão de Controle Aerotático e Defesa Antiaérea (BtlCtAetatDAAe), cuja denominação foi alterada para Batalhão de Combate Aéreo (BtlCmbAe) em 2021.
Esta organização é distinta de um Grupo de Artilharia Antiaérea do Exército, pois tem funções adicionais como a operação de SARPs, a vigilância do espaço aéreo e a coordenação do apoio aerotático. O CFN tem uma doutrina de defesa antiaérea semelhante à do Exército, e seu pessoal também passa pela Escola de Artilharia de Costa e Antiaérea. Entretanto, a BiaArtAAe nunca é usada isoladamente, mas apenas como parte do Componente de Combate Aéreo de um Grupamento Operativo de Fuzileiros Navais, que é uma organização-por-tarefas, criada para cumprir uma missão específica.

### Infantaria da Aeronáutica

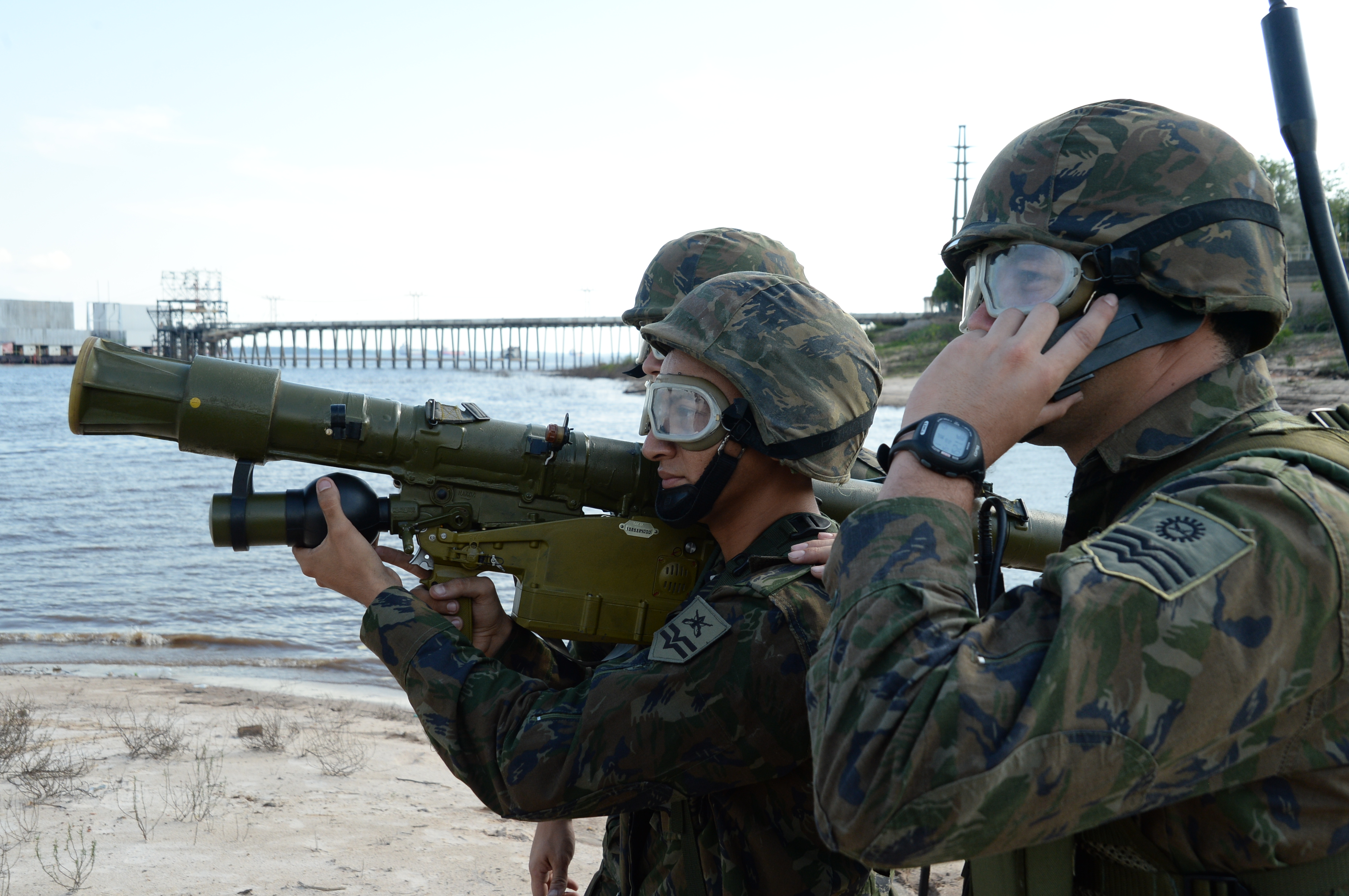
9K38 Igla da FAB

Á época da criação do Ministério da Aeronáutica em 1941, os aviadores pensavam em defender suas bases com uma artilharia antiaérea nos moldes da Luftwaffe alemã. Na ausência de necessidade imediata durante a Segunda Guerra Mundial, e por influência dos Estados Unidos, onde a artilharia antiaérea pertence ao exército, a ideia não prosperou. A FAB acabaria sendo a força que mais tardiamente investiu na defesa antiaérea.
A primeira unidade desse tipo na FAB só surgiu em 1997, com pessoal de Infantaria da Aeronáutica formado na Escola de Artilharia de Costa e Antiaérea do Exército: a 1.ª Companhia de Artilharia Antiaérea de Autodefesa (CAAAD), na Base Aérea de Canoas. Em 2015 a FAB já havia expandido essa força a uma 1.ª Brigada de Defesa Antiaérea, coordenando o 1.º, 2.º e 3.º Grupos de Defesa Antiaérea (GDAAE), respectivamente em Canoas, Manaus e Anápolis. Cada grupo é aerotransportável e seus equipamentos cabem num KC-390. Eles participam de treinamentos com a aviação de caça, os helicópteros e mesmo a aviação de patrulha marítima para instruir os pilotos a lidar com ameças antiaéreas. Em 2022, os GDAAE passaram a responder administrativa e operacionalmente às bases aéreas onde estavam sediados, deixando a Brigada responsável somente pela doutrina e suporte logístico. A Brigada foi desativada no ano seguinte.

### SISDABRA

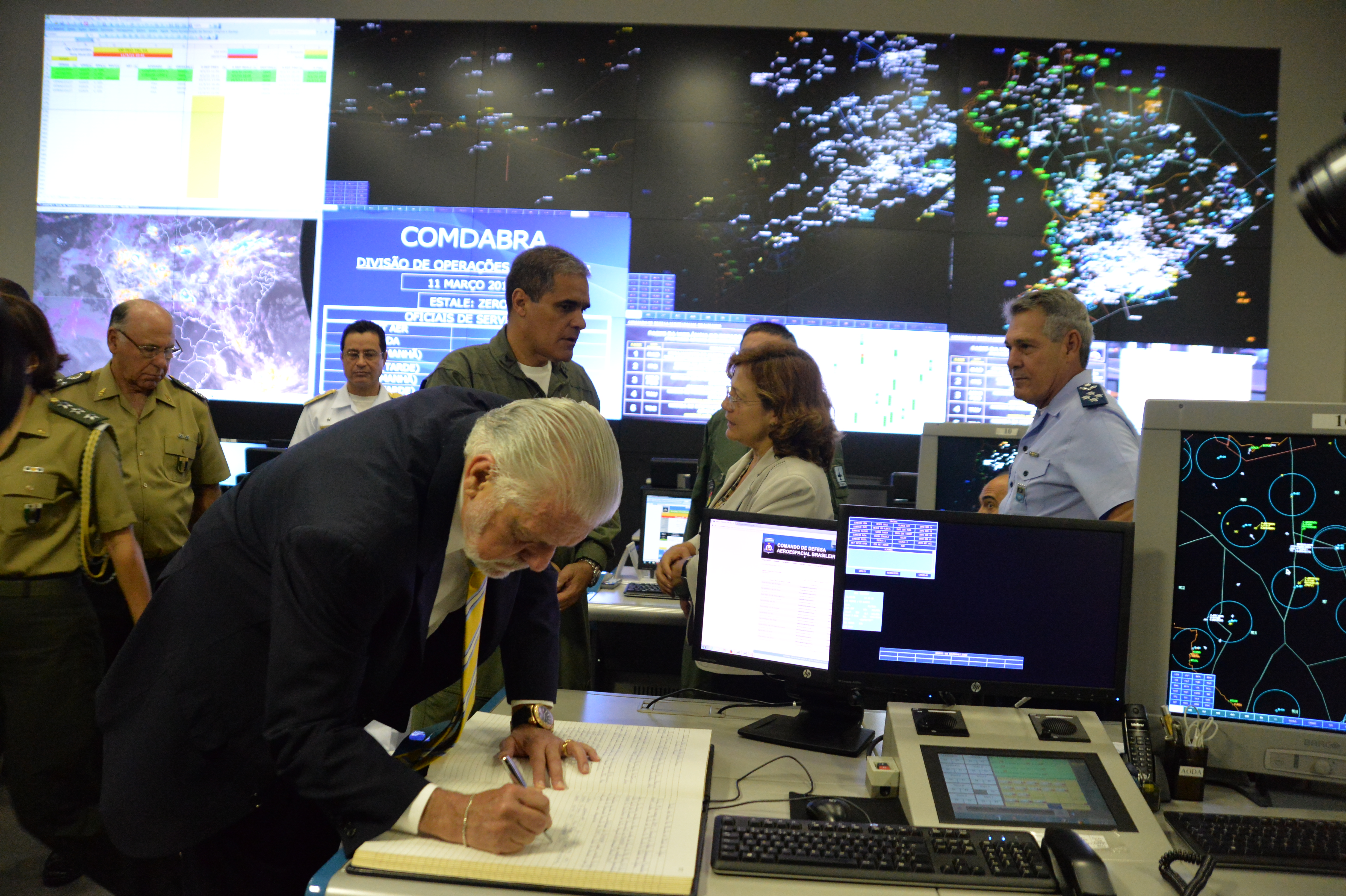
Visita do ministro da Defesa ao COMDABRA em 2015

As unidades de defesa antiaérea são integradas através do Sistema de Defesa Aeroespacial Brasileiro (SISDABRA), juntamente com as aeronaves de interceptação e os radares de longo alcance e sistemas de comunicações e comando e controle dos CINDACTA. O SISDABRA, criado em 1980, controla esses elementos nas operações de defesa aeroespacial por um órgão central, que foi o Comando de Defesa Aeroespacial Brasileiro (COMDABRA) até 2017 e, desde então, o Comando de Operações Aeroespaciais (COMAE). Este é um comando conjunto das Forças Armadas. Ele integra a estrutura da Força Aérea, mas seu efetivo inclui militares do Exército e Marinha.
A 1.ª Brigada de Defesa Antiaérea e o Comando de Artilharia Antiaérea do Exército são elos permanentes do SISDABRA. Os navios da Marinha e o Batalhão de Controle Aerotático e Defesa Antiaérea são elos eventuais. A Doutrina Básica da Marinha de 2004 é restritiva quanto à integração da força à defesa aeroespacial, mas a artilharia antiaérea do CFN participa de exercícios com seus equivalentes no Exército e FAB.
Cada CINDACTA tem um Centro de Operações Militares (COpM), que controla as defesas aeroespaciais na sua respectiva Região de Defesa Aeroespacial (RDA), incluindo o COAAe de maior escalão. Quando uma incursão inimiga é identificada pelo COpM, ele escolhe qual defesa utilizará primeiro (normalmente caças) e informa ao COAAe principal, que difunde as informações necessárias aos demais COAAe, definindo um estado de alerta para cada um. Se o COpM desengajar os caças, as defesas antiaéreas são postas em alerta vermelho e alocadas para destruir as aeronaves inimigas. Esses procedimentos ocorrem através do SISDABRA no Território Nacional (TN). Numa situação de guerra, o comandante de um Teatro de Operações/Área de Operações (TO/AOp) total ou parcialmente fora do Território Nacional terá responsabilidade pela defesa aeroespacial no lugar do SISDABRA.

### Distribuição geográfica

Áreas de responsabilidade dos CINDACTAs

O SISDABRA divide o território nacional em quatro RDAs, correspondentes aos quatro CINDACTA: o primeiro em Brasília, segundo em Curitiba, terceiro no Recife e quarto em Manaus. A doutrina do Exército prevê pelo menos uma Brigada de Artilharia Antiaérea para cada RDA, mas os meios disponíveis são muito menores. As unidades antiaéreas são concentradas nas regiões Sul e Sudeste, mas o 11.º GAAAé, no Comando Militar do Planalto, é o melhor equipado, pois defende a sede do governo federal e o 6.º Grupo de Mísseis e Foguetes, “principal arma de persuasão do Exército”.
Em 2019 havia apenas uma bateria no Comando Militar do Oeste e um grupo no Comando Militar da Amazônia. O Comandos Militares do Norte e Nordeste não tinham artilharia antiaérea, apesar da Nordeste corresponder à RDA do CINDACTA III. Essa região está distante das fronteiras com países vizinhos que poderiam lançar ataques aéreos, e oficiais do Comando da Aeronáutica consideram improvável uma ameaça vinda do Oceano Atlântico. No caso de um porta-aviões inimigo, a responsabilidade seria da Marinha.
A artilharia antiaérea dos Fuzileiros Navais está sediada na ilha do Governador, no Rio de Janeiro. A FAB associa sua artilharia antiaérea a RDAs específicas: o 1.º Grupo na RDA 2, 2.º Grupo na RDA 4 e 3.º Grupo nas RDAs 1 e 3.
Quanto à localização da futura artilharia antiaérea de média altura, em 2021 um artigo científico da EsACosAAé propôs implantar uma bateria em Brasília, de onde seria facilmente transportada nos aviões KC-390 da FAB a qualquer outra região do país. Havendo condições para mais baterias, a segunda cidade seria Manaus, protegendo a Amazônia brasileira das regiões de instabilidade sul-americanas. A terceira cidade seria São Paulo, protegendo o núcleo econômico e demográfico do país e aproveitando a proximidade às unidades de logística e controle do Comando de Defesa Antiaérea. Na hipótese de quatro baterias, elas poderiam ficar em Brasília, Manaus, Rio de Janeiro e em alguma cidade do Paraná.

## Histórico de operações

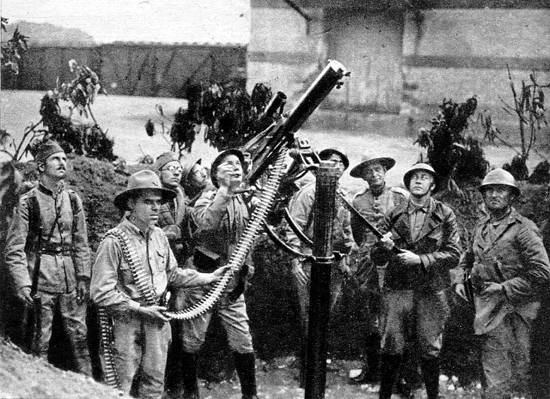
Metralhadora antiaérea na revolução de 1932

Na Revolução Constitucionalista de 1932, as metralhadoras antiaéreas dos revoltosos paulistas impediam voos rasantes da aviação legalista. Elas causaram uma baixa, um avião Waco PSO que atacava uma composição ferroviária na região de Casa Branca. Por sua vez, a aviação constitucionalista também teve uma baixa, um Curtiss Falcon abatido pela defesa antiaérea do cruzador Rio Grande do Sul. Essa perda foi importante, pois impediu os constitucionalistas de romper o bloqueio naval legalista do porto de Santos. Na flotilha do Mato Grosso, o monitor Pernambuco sofreu dois ataques aéreos. Na ausência de armamento antiaéreo, o navio movimentou-se em zigue-zague e a tripulação atirou nos aviões com fuzis para dificultar a pontaria dos pilotos. Granadas com espoletas de tempo e montagens elevadas foram improvisadas no Arsenal de Ladário para uso antiaéreo.

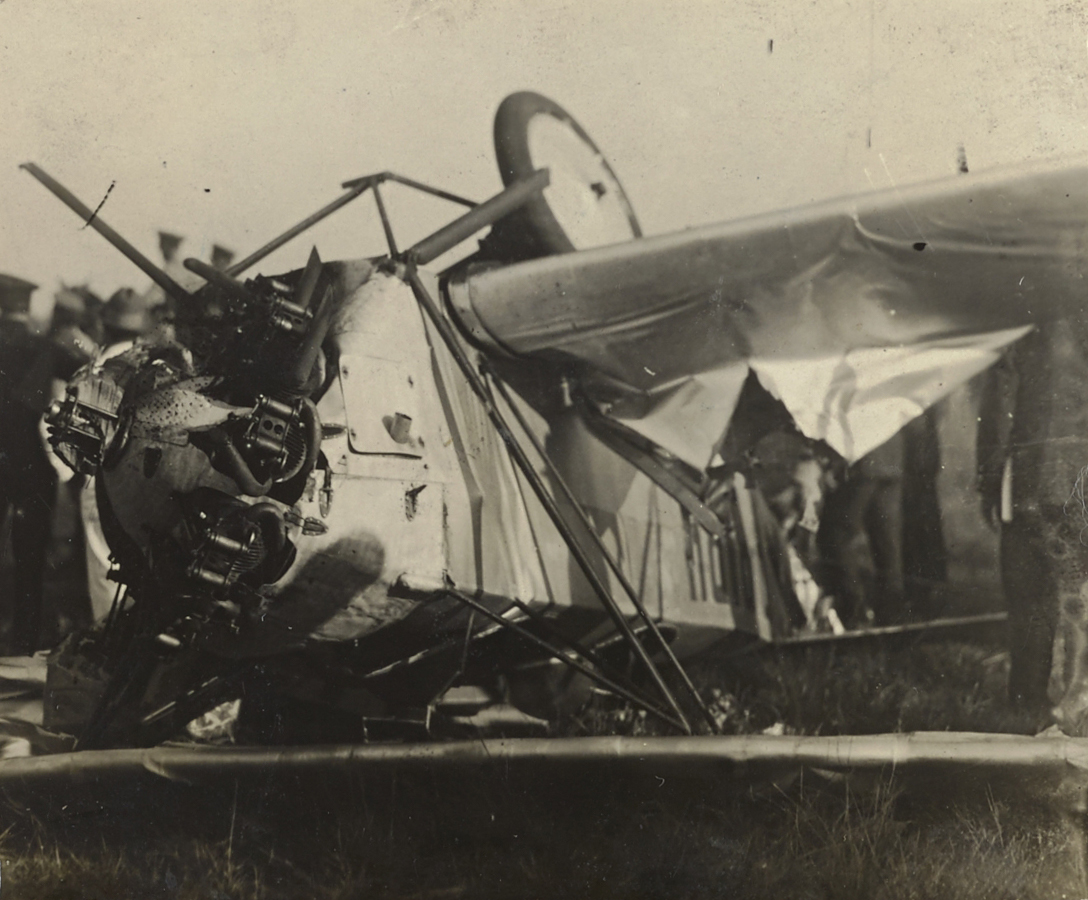
Avião abatido pelo fogo antiaéreo paulista durante a Revolução Constitucionalista

Na Segunda Guerra Mundial, os recém-criados grupos de artilharia do Exército foram concentrados no saliente nordestino, onde participaram do dispositivo defensivo do litoral. Em 1942 o I/2.º GAAé foi transferido de São Paulo a Fernando de Noronha, o I/3.º RAAé do Rio de Janeiro a Natal e o II/3.º RAAé do Rio ao Recife. Os militares levavam a sério uma hipotética ofensiva aérea do Eixo, mesmo sabendo que as forças aéreas adversárias não tinham bombardeiros de longo alcance para atacar o Brasil. O coronel da reserva Ozorimbo Martins Pereira, em seus relatórios ao Conselho de Segurança Nacional, admitiu que a possibilidade era improvável, mas sem descartá-la. Ele chamou atenção para a grande destruição nos bombardeios de cidades europeias, os grandes avanços tecnológicos da aviação e a possibilidade do inimigo usar bases em Dacar, na África, ou em Fernando de Noronha.
Além da artilharia, um Serviço de Defesa Passiva Antiaérea foi criado em 1942 sob a direção do Ministério da Justiça. Diversas cidades litorâneas, além da cidade de São Paulo, designaram abrigos, reduziram a iluminação noturna e conduziram exercícios de blecaute. Isto era acompanhado por um esforço propagandístico para incutir uma mentalidade de guerra na população. No Recife, uma das importantes cidades do saliente nordestino, a instrução destoava da realidade, pois nem mesmo havia abrigos antiaéreos. Ainda assim, o blecaute é uma das memórias mais lembradas desse período. Assim como no Reino Unido, no Brasil a defesa passiva antiaérea na Segunda Guerra foi o embrião do futuro Sistema de Proteção e Defesa Civil.
No mar, em julho de 1945 o cruzador Bahia afundou a si mesmo num acidente de treinamento das suas metralhadoras antiaéreas de 20 mm.
Na Campanha da Legalidade de 1961 a Brigada Militar do Rio Grande do Sul preparou metralhadoras para a defesa antiaérea do Palácio Piratini, sede do governo estadual, quando se temia um bombardeio pela FAB. Após a adesão do III Exército à Campanha, um grupo antiaéreo foi usado na defesa de Porto Alegre. As tropas deslocadas para Santa Catarina não tinham cobertura de aviação ou defesa antiaérea e temiam o bombardeio. No golpe de 1964, além da já referida coluna legalista do Grupamento de Unidades-Escola, o II Exército, que iria enfrentá-la, também incluiu a artilharia antiaérea em seu plano de operações. Parte de seus canhões cercaria as bases aéreas de Cumbica e Campo de Marte, por temor de uma posição legalista da 4.ª Zona Aérea da FAB.
A 1.ª Bda AAAé participou da segurança de diversos grandes eventos internacionais no século XXI, como os Jogos Pan-Americanos de 2007, os Jogos Mundiais Militares de 2011, a Conferência Rio+20, a Jornada Mundial da Juventude de 2013, a Copa das Confederações de 2013, a Copa do Mundo de 2014 e os Jogos Olímpicos e Paralímpicos de 2016. Na Copa do Mundo, oito estados diferentes receberam defesa antiaérea. Na final da Copa das Confederações, o Maracanã tinha nas redondezas uma seção de canhões Oerlikon, quatro unidades de tiro Igla, quatro Gepard (recebidos em reforço) e dois Centros de Operações operados pelo 1.º GAAAé. Nessas operações, os Gepard são posicionados com visão de possíveis alvos, mas não ficam à vista do público. Os COAAe eletrônicos tiveram seu primeiro uso nesse período. Durante a segurança de eventos, a brigada ocupava quase toda sua capacidade de comando e controle e logística, impossibilitando outras operações simultâneas.